# Atari 2600
Atari 2600 es una videoconsola lanzada al mercado en septiembre de 1977 bajo el nombre de Atari VCS (Video Computer System), convirtiéndose en el primer sistema de videojuegos en tener gran éxito, e hizo popular los cartuchos intercambiables. En 1982, tras el lanzamiento de la Atari 5200, adoptó su nombre final basado en el número de catálogo que la identificaba (CX2600). Esta consola fue un gran éxito y logró que durante los años 1980 «Atari» fuese sinónimo de videojuegos. Se vendía acompañada de dos joysticks, dos controles tipo paddle y el juego Combat desde 1977 hasta 1983, después, se comercializó con dos controles, y con o sin cartucho de juegos dependiendo del paquete.
Atari tuvo éxito en la creación de videojuegos arcade, pero su costo de desarrollo y la vida útil de venta limitada de los arcades, impulsaron al CEO Nolan Bushnell a crear un sistema electrónico doméstico programable, haciendo pruebas con los primeros microprocesadores económicos de MOS Technology en 1975. El prototipo se creó bajo el nombre en clave Stella y desarrollado por la subsidiaria de Atari, Cyan Engineering. Al carecer de fondos para completar el proyecto, Bushnell vendió Atari a Warner Communications en 1976.
Atari VCS se lanzó en 1977 con nueve juegos en cartuchos de 2 KB. Su primer vendeconsolas fue la conversión del juego arcade de Taito Space Invaders en 1980. VCS se convirtió en un gran éxito, lo que llevó a la fundación de Activision y otros desarrolladores de terceros, y a la creación de la competencia de fabricantes de consolas como Mattel y Coleco. Al final de su ciclo de vida primario en 1983–84, los juegos para la 2600 usaban más de cuatro veces el tamaño de almacenamiento de los juegos de lanzamiento, con gráficos  y jugabilidad significativamente más avanzadas para las que fue diseñado el sistema, como Pitfall!
En 1982, Atari 2600 era el sistema dominante en América del Norte, tanto como fabricante de consolas como desarrollador de juegos, pero una serie de malas decisiones de la gerencia de Atari afectaron a la compañía y a la industria en su conjunto. El más influyente fue una inversión extrema en juegos con licencia para el 2600, en los cuales los que más impactaron fueron Pac-Man y E.T. the Extra-Terrestrial. Pac-Man se convirtió en el juego más vendido, pero la mala calidad de la conversión empezó a dudar de la confianza del consumidor en la consola. E.T. fue lanzado con mucha prisa al mercado para aprovechar la temporada  de Navidad y fue criticado muy duramente y un fracaso comercial. Ambos juegos y un exceso de juegos Shovelware, fueron factores para terminar con la relevancia de Atari en el mercado de las consolas. La caída de Atari resonó a través de la industria, lo que resultó en la crisis del videojuego de 1983.
Warner vendió la división casera de Atari al exjefe de Commodore Jack Tramiel en 1984. En 1986, la nueva Atari Corporation bajo Tramiel lanzó una versión de menor costo del 2600 y el Atari 7800, pero fue Nintendo la que recupero la industria con el lanzamiento en 1985 de la Nintendo Entertainment System. La producción de Atari 2600 terminó el 1 de enero de 1992, con un balance estimado de 30 millones de unidades vendidas a lo largo de su vida útil.

## Historia

### Desarrollo y consideraciones de mercado
En 1975, Atari mantenía un grupo de desarrollo para la investigación de sistemas de videojuegos de última 
| 1972 | Formación de Atari, Inc.                        |
| 1973 |                                                 |
| 1974 | Adquisición de Cyan engineer                    |
| 1975 | Debut de MOS 6502                               |
| 1976 | Venta de Atari a Warner Communications          |
| 1977 | Lanzamiento de Atari VCS                        |
| 1978 |                                                 |
| 1979 | Formación de Activision                         |
| 1980 | Lanzamiento de Space Invaders y Aventure        |
| 1981 | Primer juego de bank swich: Asteroids           |
| 1982 | Vuelta a la marca a Atari 2600 (noviembre)      |
| 1982 | Lanzamiento de Pac-Man y E.T.                   |
| 1983 | Video game crash of 1983                        |
| 1984 | Venta de Atari a Jack Tramiel                   |
| 1985 |                                                 |
| 1986 | Lanzamiento del modelo de US $ 50 Atari 2600 JR |
| 1987 |                                                 |
| 1988 |                                                 |
| 1989 |                                                 |
| 1990 | Juego final de Atari: Klax                      |
| 1991 |                                                 |
| 1992 | Discontinuación                                 |

generación. Este grupo, denominado Cyan Engineering, estuvo trabajando durante algún tiempo en un prototipo llamado «Stella».
Los anteriores sistemas estaban basados en circuitos de configuración, lo que limitaba la cantidad de juegos que podían brindar. Stella, por el contrario, contaba con una unidad central de procesamiento completa (6507) además de incluir tres circuitos integrados más: el primero dedicado al manejo de gráficos y sonidos (TIA), el segundo encargado de suministrar memoria y control de entrada/salida (6532), y el último, un buffer CMOS estándar que en posteriores versiones fue eliminado. 

La combinación de estos cuatro circuitos integrados le otorgaba un enorme potencial al tiempo que permitía un abaratamiento de los costes de fabricación. Justamente una de las claves del éxito de la consola fue la contratación de Jay Miner, que logró comprimir en el TIA toda la funcionalidad de la placa del controlador de gráficos y sonidos del prototipo original.

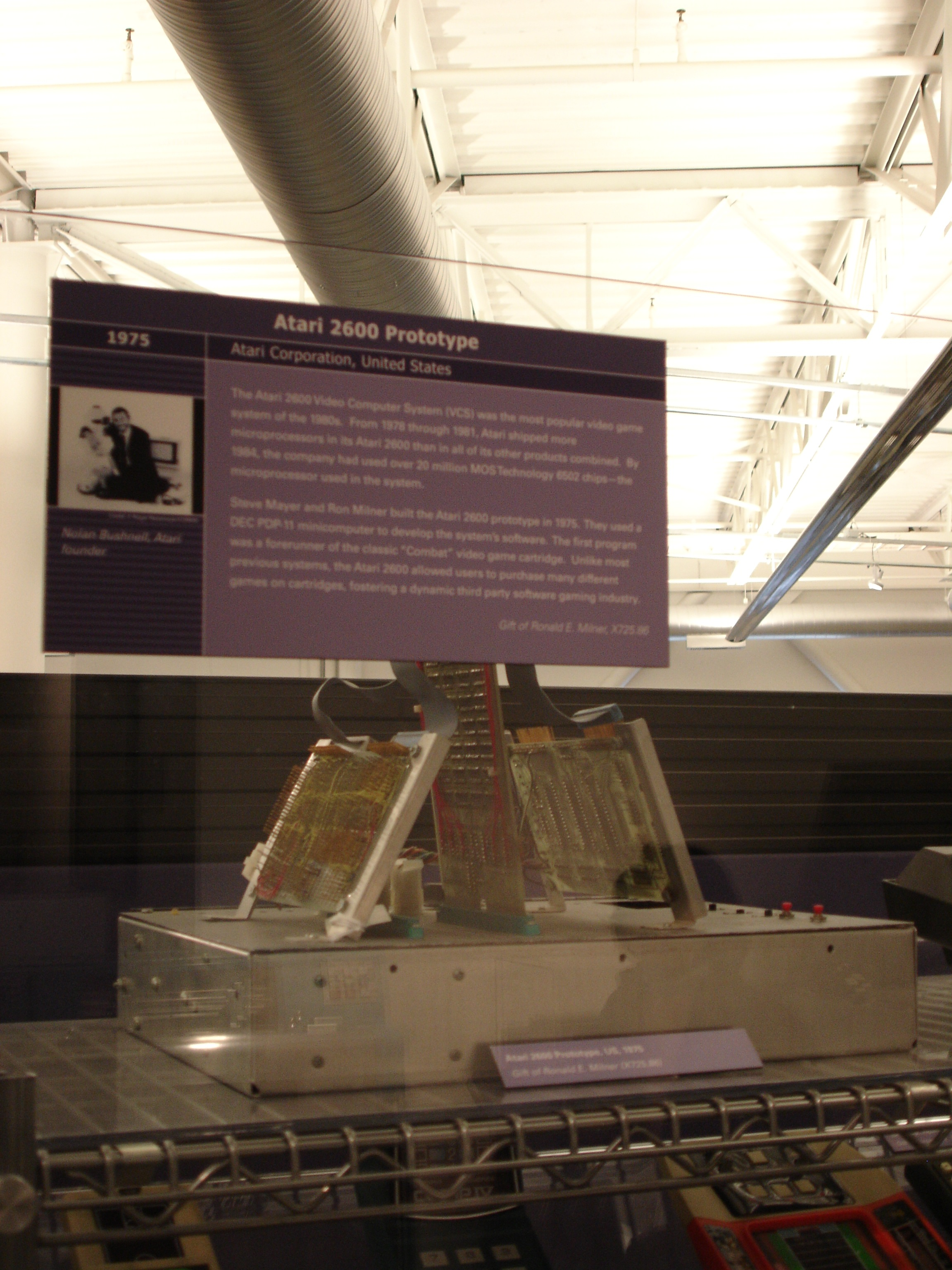
El prototipo «Stella» (1975).

Al principio el aparato no fue diseñado para utilizar cartuchos, pero la implementación de cartuchos falsos por parte de la Magnavox Odyssey (los mencionados circuitos de configuración) hizo reflexionar a los técnicos de Atari que era posible distribuir juegos mediante este método con solo añadir un conector de expansión a la consola.
En noviembre de 1976, Fairchild Semiconductor lanzó al mercado la Channel F, la primera consola con cartuchos reales de juegos. Stella todavía no estaba lista para producción pero estaba claro que debería estarlo antes que apareciera una cantidad de productos similares que saturaran el mercado (algo que Atari ya estaba sufriendo con su otro producto, PONG). El problema era que no existía la financiación necesaria para finalizar el proyecto, ya que las ventas de los juegos PONG disminuían rápidamente. Fue entonces cuando Nolan Bushnell contactó con Warner Communications, y en 1976 vendió la compañía por veintiocho millones de dólares bajo la promesa de tener finalizada Stella tan pronto como fuera posible.
Una vez completo y probado el prototipo, y la consola estuvo finalmente lista para la venta, fue lanzada al mercado en 1977 con un coste final de desarrollo calculado en cien millones de dólares.

### Desarrollo de terceros
Un pequeño grupo de programadores de juegos de Atari se disgustó con la empresa por no acreditar a los desarrolladores y por no compartir los beneficios de los juegos. Después de que el port de Missile Command de Rob Fulop vendió más de dos millones de copias,  Atari lo recompensó con un certificado para un pavo gratis.  Tres programadores de Atari partieron para fundar Activision  en 1979, y sus juegos se volvieron tan populares como los de Atari. Atari intentó bloquear el desarrollo de un tercero para los 2600 en la corte, pero falló.  Rob Fulop cofundó Imagic, y su primer juego para la compañía, Demon Attack, se convirtió en un éxito.
Otras empresas de desarrollo de juegos centradas en VCS surgieron a principios de la década de 1980, incluyen US Games, Telesys, Games by Apollo, Data Age, Zimag, Mystique y CommaVid. Incluso Mattel y Coleco, que ya producían sus propias consolas más avanzadas, crearon versiones simplificadas de títulos existentes para el 2600. Mattel usó la marca M Network para sus cartuchos.

### Declive y rediseño
Atari continuó adquiriendo licencias para su consola 2600, la más destacada fue Pac-Man, que, aunque tuvo bastantes fallos técnicos, logró vender más de 10 millones de copias y al que los críticos comparaban con Flicker-Man y E.T. the Extra-Terrestrial, que se diseñó y programó en tan sólo seis semanas para aprovechar la publicidad gracias a la película del mismo nombre. Previendo excelentes ventas, Atari produjo un estimado de 4 millones de cartuchos sin embargo, debido a que las opiniones no fueron favorables, las ventas fueron solamente de un millón y medio de copias, La decepción pública con estos dos juegos y la saturación del mercado de los títulos de terceros causaron la Crisis del videojuego de 1983. En septiembre de 1983, Atari envió catorce camiones cargados de cartuchos no vendidos y otros equipos al desierto de Nuevo México para ser enterrados; un evento que fue etiquetado más tarde como el Entierro de videojuegos de Atari, que fue considerado por mucho tiempo como una leyenda urbana, en la que se creía que habían sido enterrados millones de cartuchos. En 2014 se hicieron excavaciones en el sitio. Algunos representantes de Atari afirmaron que solamente se habrían enterrado alrededor de 700,000 cartuchos. 
El suceso permanece como un recordatorio del fin del dominio de Atari sobre el mercado.
Posteriormente, Warner, cansado de apoyar a Atari, comenzó a buscar compradores en 1984. A mediados de ese año, con excepción de Atari y Activision, la mayoría del desarrollo de software para el 2600 se había detenido. Después de la venta de Atari Inc. al fundador de Commodore, Jack Tramiel, la 2600 dejó de ser prioridad, ya que este último quería concentrarse en el mercado de las computadoras domésticas, por lo que dio por terminado el desarrollo de juegos de consola.
El mercado de los videojuegos no se recuperó sino hasta 1986, cuando Nintendo presentó su Nintendo Entertainment System en América del Norte. Atari Corporation lanzó un modelo rediseñado de 2600, respaldado por una campaña publicitaria que promociona un precio de «menos de cincuenta dólares». El mismo año, Atari también presentó la Atari 7800 ProSystem, una consola de tercera generación compatible con los cartuchos de la 2600. Con una gran variedad de juegos y un bajo precio, la 2600 continuó vendiéndose hasta fines de la década de 1980. Atari lanzó un lote final de títulos en 1989-90 incluyendo Secret Quest y  Fatal Run. El último lanzamiento con licencia de Atari fue el juego de arcade KLAX en 1990 aunque sólo para sistema PAL.
Después de más de catorce años en el mercado, la línea 2600 fue formalmente descontinuada el 1 de enero de 1992, junto con Atari 7800 y las computadoras para el hogar de Atari de 8 bits.

### Más datos

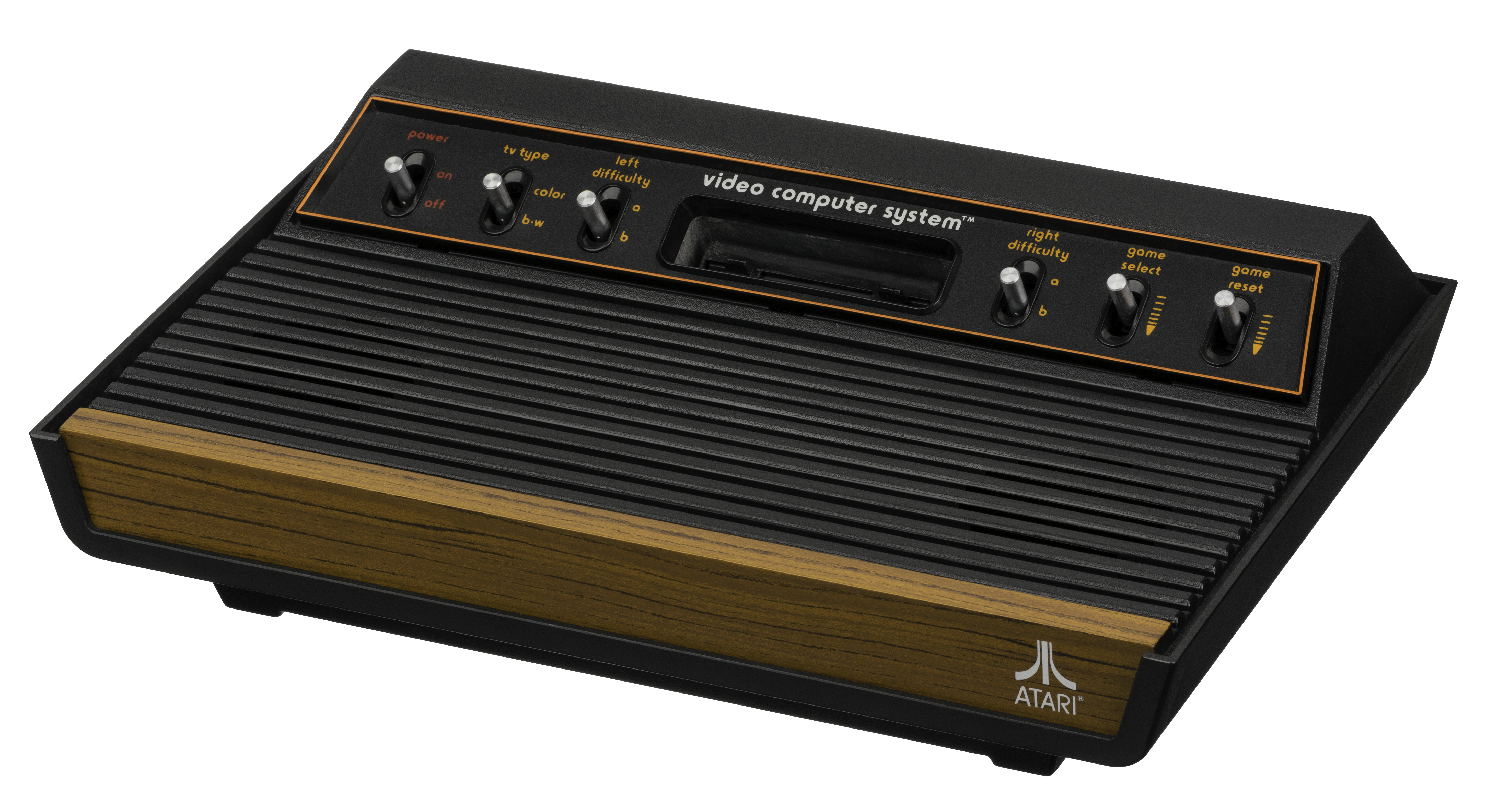
El "modelo original de seis interruptores", que tenía interruptores de dificultad a izquierda y derecha, salió originalmente en 1977

El nombre original, Atari VCS, proviene de Video Computer System (Sistema de Vídeo de Computadora). El nombre Atari 2600 se utilizó por primera vez en noviembre de 1982, cuando salió al mercado la consola Atari 5200.
Atari 2600 es uno de los mayores éxitos de la industria del videojuego, al venderse durante más de catorce años, principalmente en Europa y Estados Unidos. De la consola Atari 2600 existen varios modelos, una con carcasa grande y frontal de madera con seis botones, una con frontal de madera y cuatro botones, una completamente negra y cuatro botones llamada «Vader», y un modelo reducido de la misma llamada «Junior», siendo para la mayoría la mejor consola de Atari en cuanto a durabilidad, fortaleza y terminados de mejor calidad con respecto a las fabricadas hasta 1992, además de ser la más vendida en Europa ya que si bien Atari 7800 se supone tenía gráficos superiores, su pobre biblioteca de juegos, no llegaba ni por asomo a la inmensa cantidad de juegos que tenía Atari 2600.

## Modelos de consola

### Revisiones menores

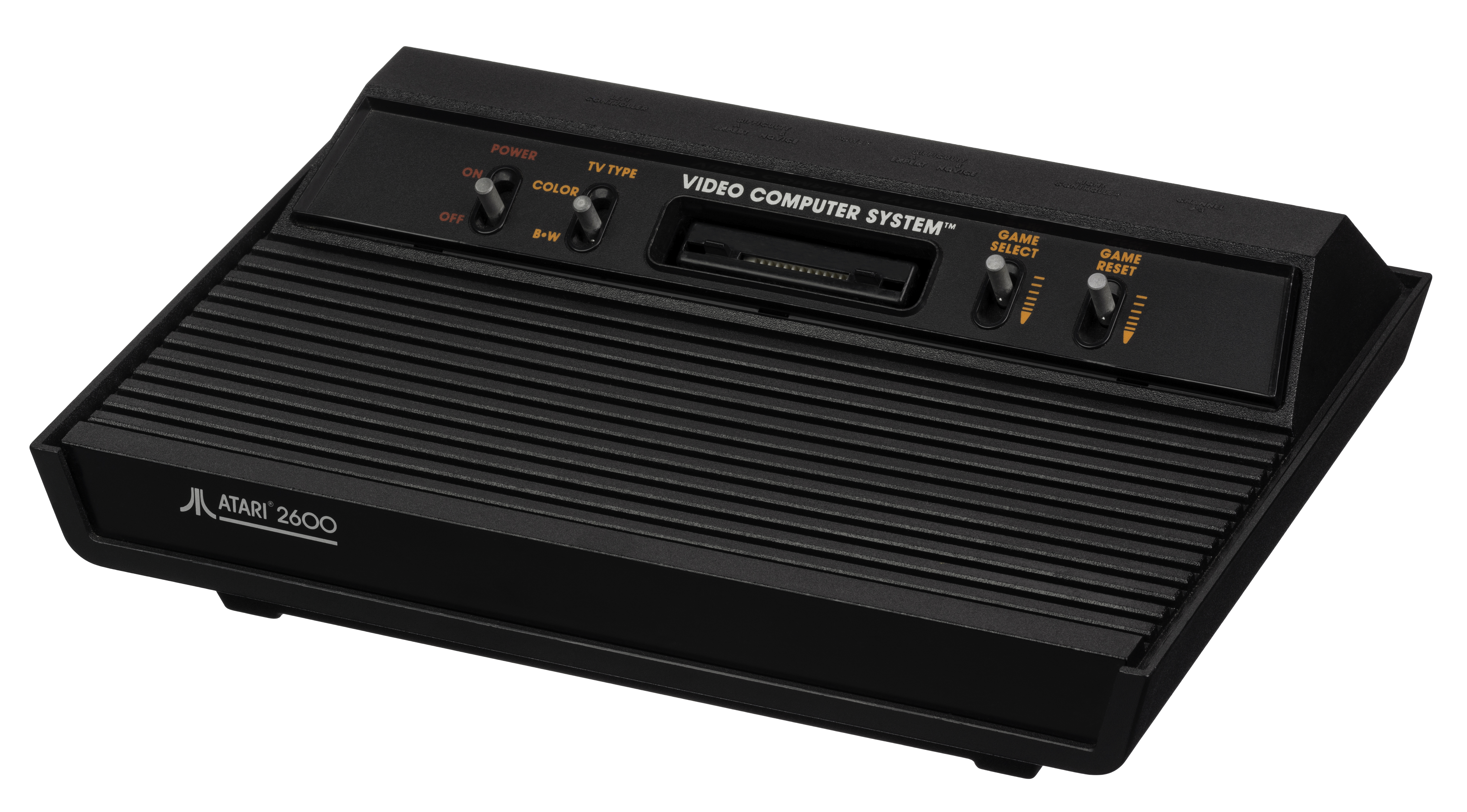
El modelo completamente negro que utilizó por primera vez el nombre Atari 2600 (1982).

En 1980, el VCS recibió una actualización en la que los interruptores de dificultad izquierda y derecha se movieron a la parte posterior de la consola, dejando cuatro interruptores en el frente. Aparte de esto, estas consolas de cuatro conmutadores parecían casi idénticas a los modelos anteriores de seis conmutadores. En 1982, Atari cambió el nombre de la consola como «Atari 2600», un nombre que se utilizó por primera vez en una versión del modelo de cuatro conmutadores sin vetas de madera, dándole un aspecto totalmente negro.

### Sears Tele-Games
Atari continuó su relación con OEM con Sears bajo la marca Tele-Games de este último, que comenzó en 1975 con el original  Pong . (La compañía Telegames, que más tarde produjo cartuchos para el 2600, no está relacionada). Sears lanzó varios modelos del VCS como la serie Sears Video Arcade a partir de 1977. En 1983, el Atari 2800, anteriormente solo para Japón, fue renombrado como Sears Video Arcade II.
Sears lanzó versiones de los juegos de Atari con marca de Tele-Games, generalmente con diferentes títulos. Tres juegos fueron producidos por Atari para Sears como lanzamientos exclusivos: Steeplechase ,  Stellar Track  y  Submarine Commander.

### Atari 2800

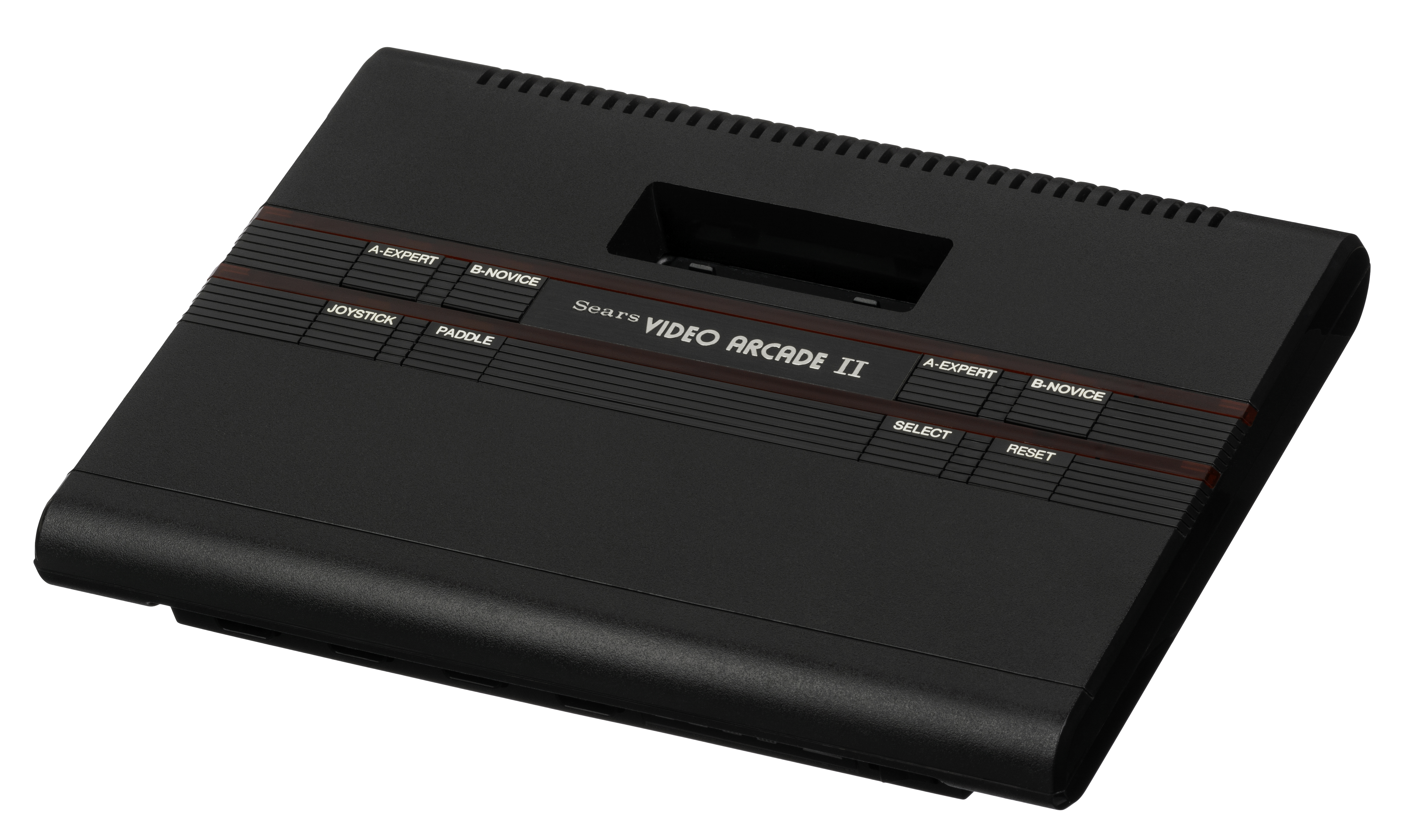
El diseño de Atari 2800, solo para Japón, se utilizó luego en EE. UU. Para Sears Video Arcade II.

Atari 2800 es la versión japonesa del 2600 lanzada en octubre de 1983. Fue el primer lanzamiento de un 2600 diseñado específicamente para el mercado japonés, a pesar de las compañías como Epoch Co, que distribuía los 2600 en Japón anteriormente. Fue lanzado poco tiempo después de Nintendo Family Computer, que se convirtió en la consola dominante en Japón, y los 2800 no ganaron una porción significativa del mercado. Sears lanzó el 2800 en los EE. UU. En 1983 con el Sears Video Arcade II empaquetado con dos controladores y   Space Invaders. Alrededor de 30 juegos de marca especial se lanzaron para el 2800 .
Diseñado por el ingeniero Joe Tilly, el 2800 tiene cuatro puertos de controlador en lugar de los dos del 2600. Los controladores son un todo en uno con una combinación de joystick y paddle, diseñado por John Amber. El diseño de la carcasa del 2800 salió del 2600, utilizando una forma de cuña con interruptores que no sobresalen. El estilo de caja se usó como la base para el Atari 7800 diseñado por Barney Huang.

### Atari 2600 Jr.

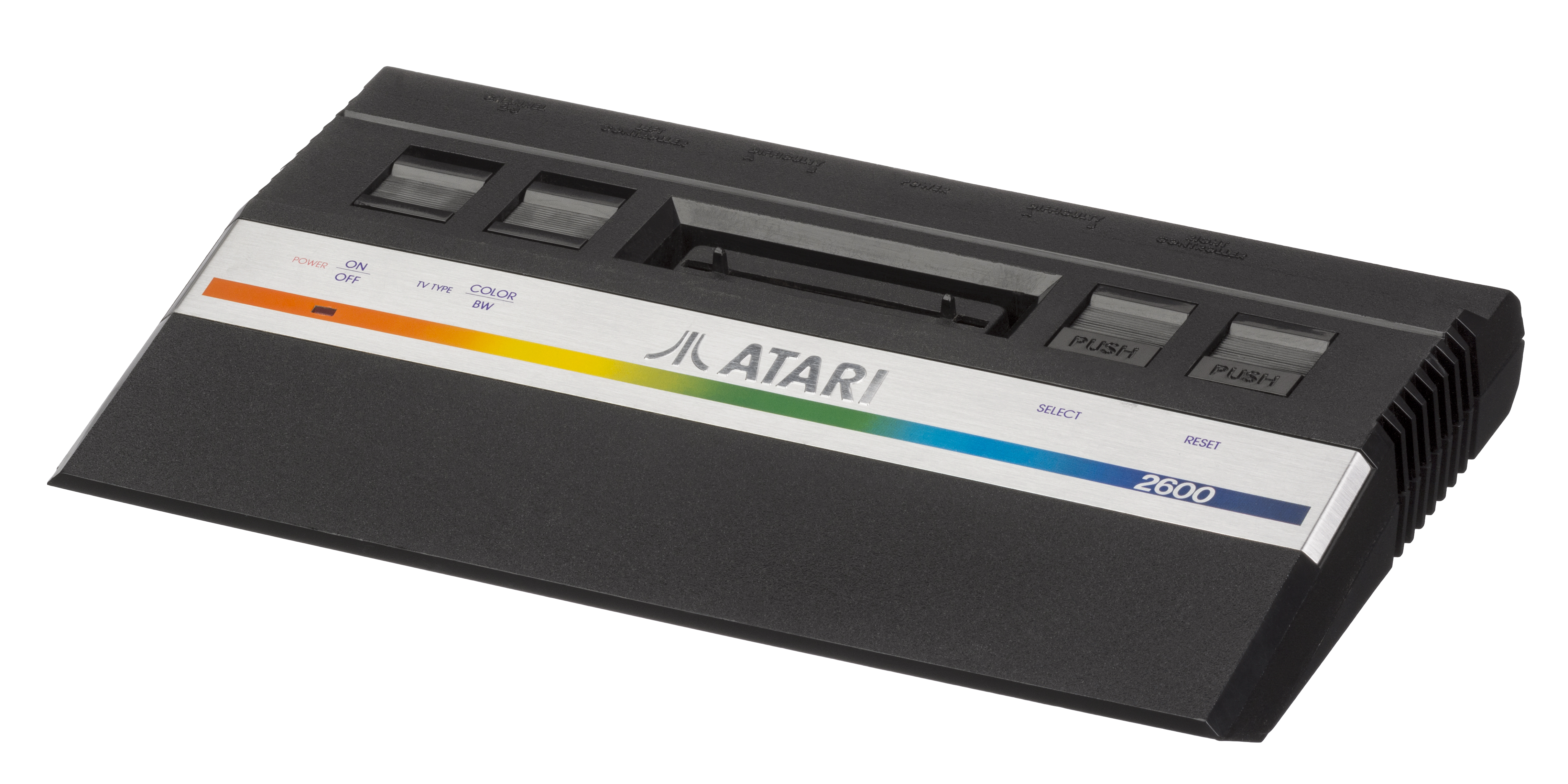
Atari 2600 en su versión de costo reducido de 1986, apodada "2600 Jr."

El modelo de 1986, conocido extraoficialmente como el 2600 Jr., presenta un factor de forma más pequeño, con un costo reducido y una apariencia modernizada, Atari 7800. El rediseñado 2600 fue anunciado como un sistema de juegos de presupuesto (menos de US $ 49.99) que tiene la capacidad de ejecutar una gran colección de juegos clásicos.  Aunque fue lanzado después de la caída del videojuego de 1983, y luego del lanzamiento en Norteamérica del Nintendo Entertainment System, el 2600 fue apoyado con nuevos juegos y comerciales de televisión promocionando "¡La diversión ha vuelto!" Las versiones europeas posteriores del 2600 Jr. incluyen un joypad, que también se presenta con el 7800 europeo. [cita requerida]

### Atari 2600+

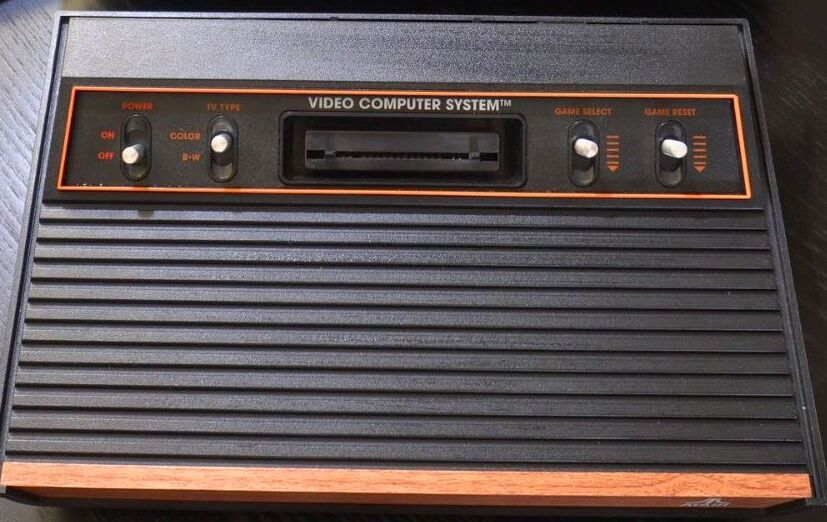
la Atari 2600+ vista desde arriba

El 2600+ es una  videoconsola  réplica producida por Atari, Inc. en colaboración con la editorial alemana Plaion , de fabricación y distribución se anunció el 22 de agosto de 2023   en Norteamérica, territorios europeos, Australia y Nueva Zelanda.  y se lanzo en noviembre de 2023, más pequeña a escala del 80 % del modelo CX2600-A de 1980 del Atari 2600y aún conserva el nombre de Video Computer System. El sistema incluye una réplica del a CX40 joystick. Este joystick también utiliza el mismo hardware, por lo que es retrocompatible con los joysticks antiguos y admite el uso de cartuchos originales de la 2600, así como de la Atari 7800,  Algunos cartuchos no funcionan porque el sistema utiliza emulación basada en software en lugar de un hardware de system-on-chip (SOM) compatible con binarios. 
la consola pesa 1,3 libras (589,7 g), menos de un tercio del peso original. La consola incluye un cartucho 10 en 1 que incluye varios juegos clásicos de Atari. La salida de pantalla se proporciona a través de   HDMI , mientras que la alimentación se suministra mediante un único cable USB-C a USB-A conectado a una toma de corriente. El procesador es un Rockchip 3128.

### bootlegs y versiones oficiales
La Atari 7800, anunciada en 1984 y lanzada en 1986, es la sucesora oficial de la Atari 2600 es retro compatible con los cartuchos de la 2600.
Se han lanzado múltiples microconsolas y consolas estilo retro desde la aparición de la Atari 2600 original:
- La TV Boy incluye 127 juegos en un joystick de mayor tamaño.

- El Atari Classics 10-in-1 TV Game, fabricado por Jakks Pacific, emula la 2600 con diez juegos dentro de un joystick estilo Atari con salida de vídeo compuesto.

- El Atari Flashback 2 (2005) contiene 40 juegos, con cuatro programas adicionales que se desbloquean mediante un código de trucos. Utiliza un chip recreado basado en el hardware original de la 2600 y es compatible con los mandos originales de la 2600. Se puede modificar para reproducir cartuchos originales de la 2600.

- En 2017, Hyperkin anunció la RetroN 77, un clon de la Atari 2600 que reproduce cartuchos originales en lugar de juegos preinstalados.[39]

- La Atari VCS (consola de 2021) permite descargar y emular juegos de la Atari 2600 a través de una tienda en línea.[40]

- La Atari Flashback 12 Gold (2023) incluye 130 juegos.[41]

- La Atari 2600+ (2023) es una réplica de la 2600 y es un 20 % más pequeña. La 2600+ es compatible con los cartuchos originales de las Atari 2600 y 7800.[35]

- La Atari 7800+ (2024) es una réplica más pequeña de la Atari 7800. Tiene características similares a las de la Atari 2600+, pero su diseño exterior rinde homenaje a la Atari 7800.

todos los modelos de la Atari 2600
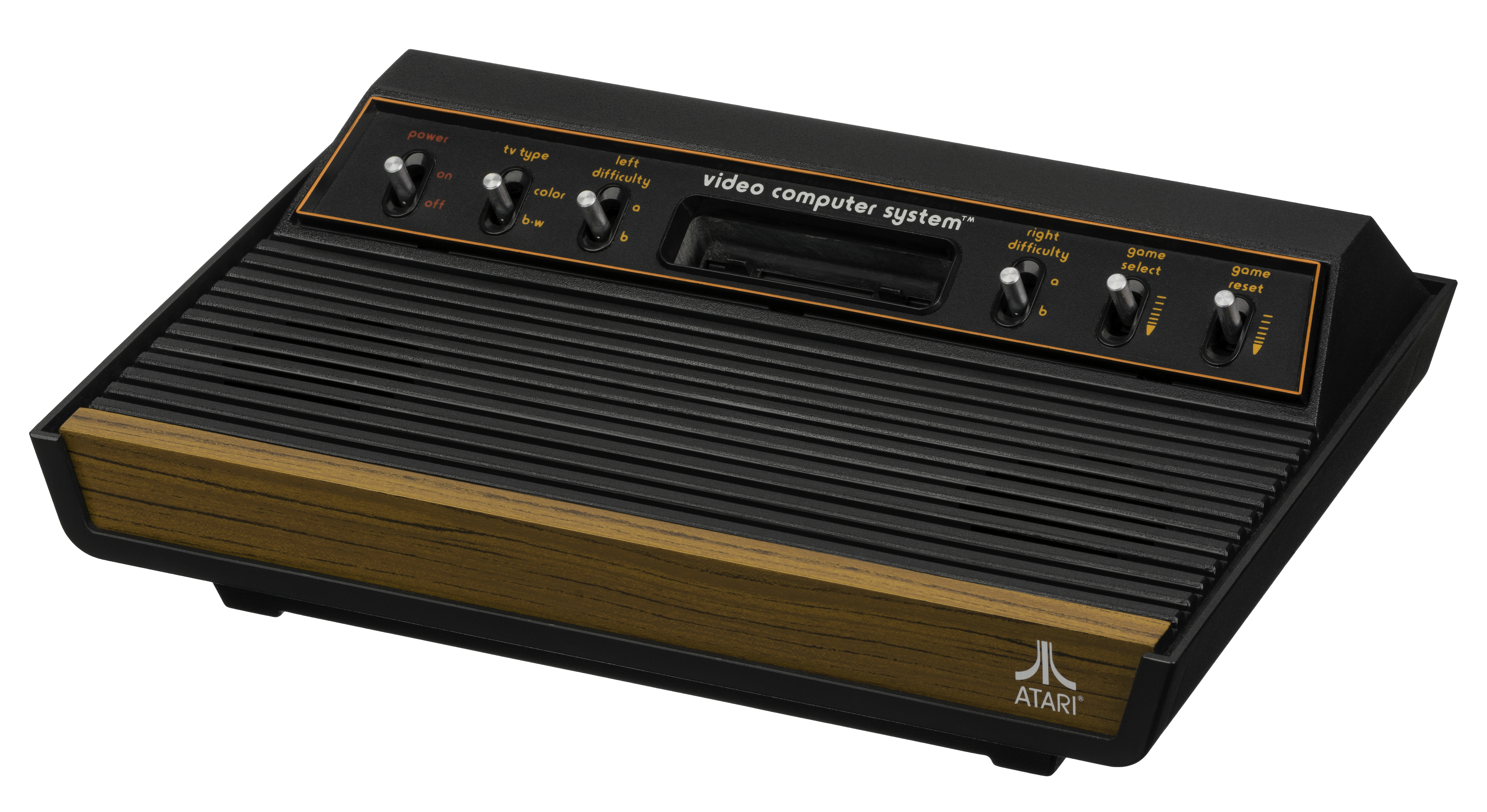
Atari CX2600 "Light Sixer"
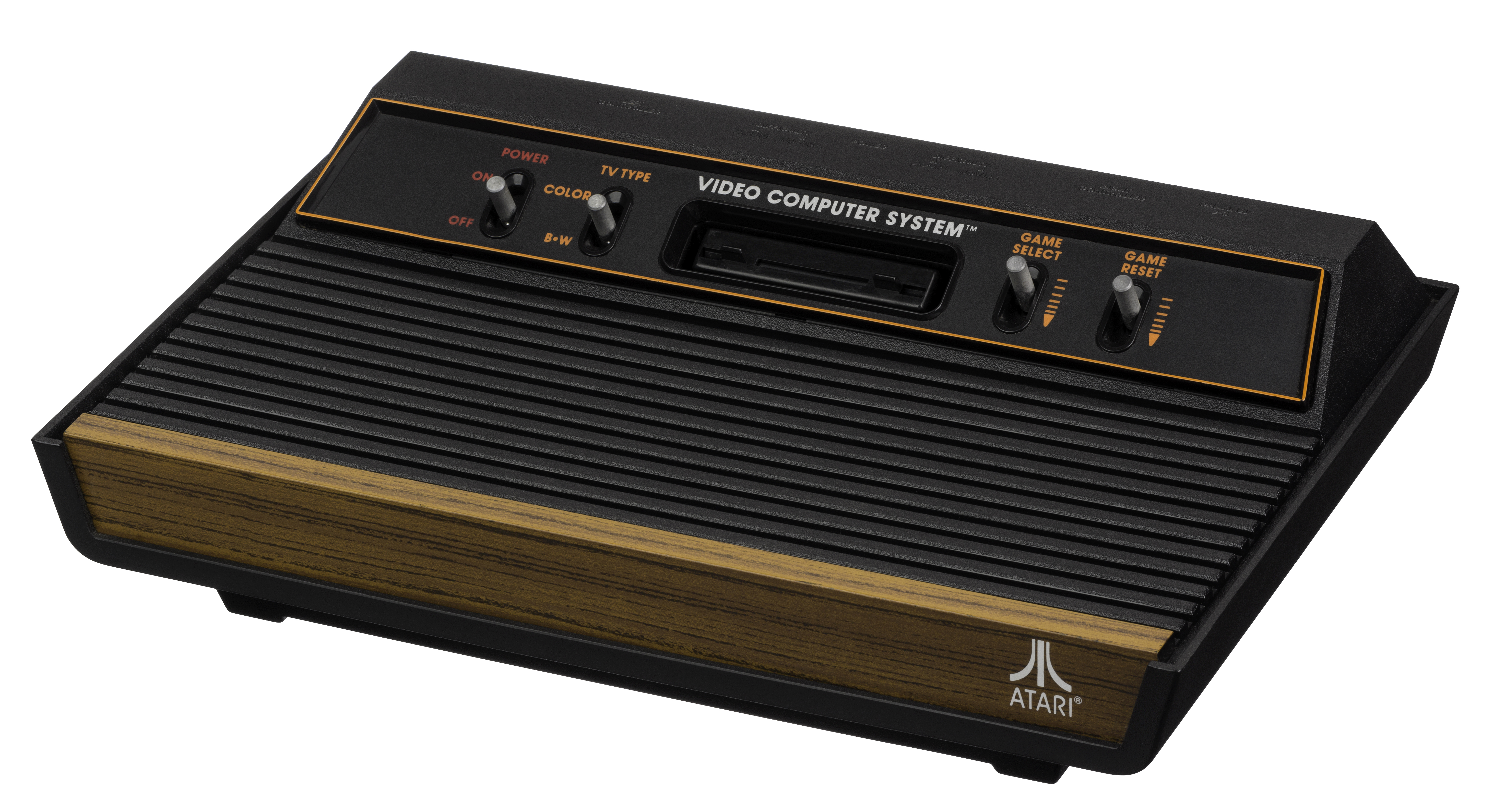
Atari-2600 Woody (4 switches)
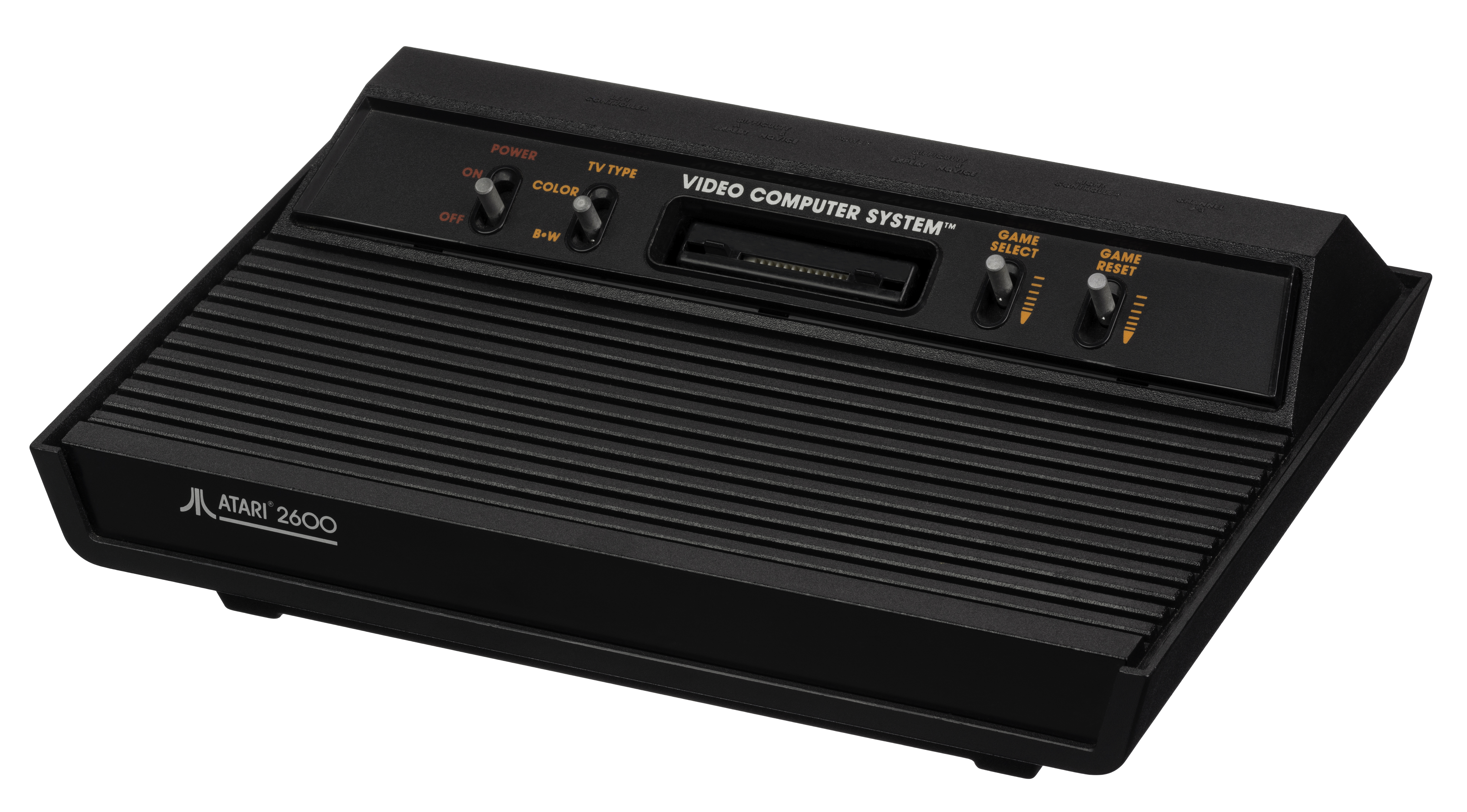
Atari-2600 Dart Vader
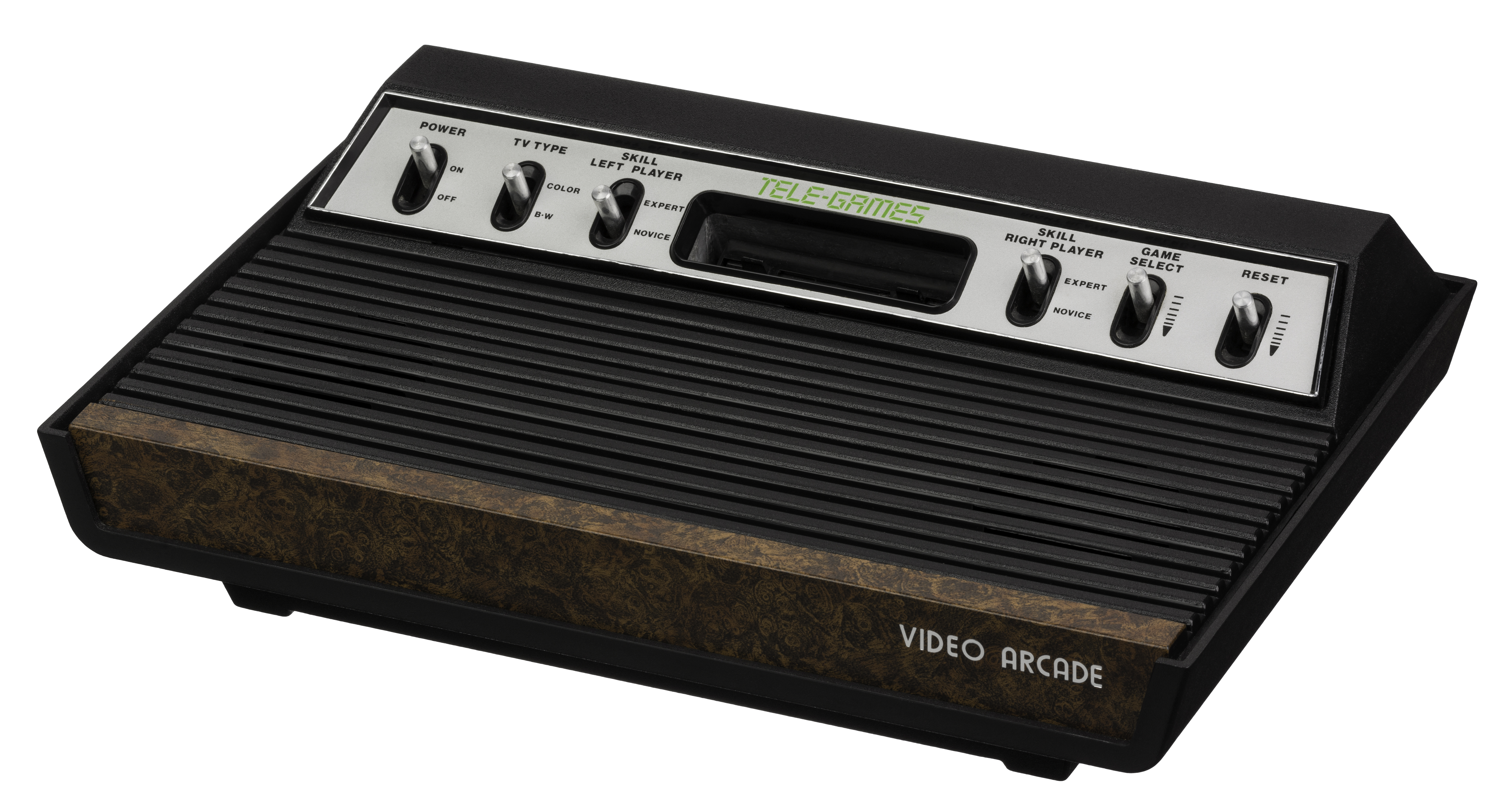
Sears Tele-Games
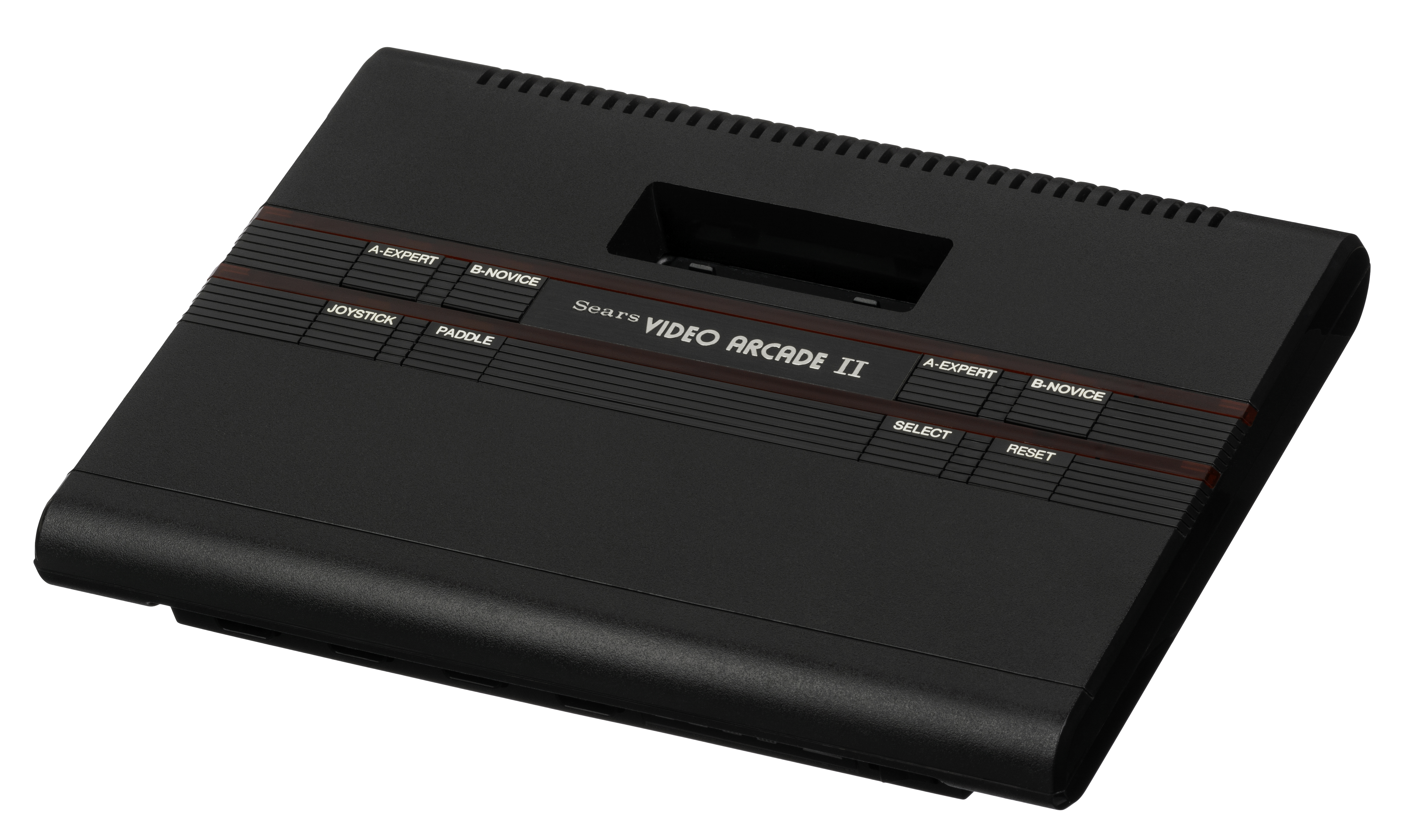
sears video arcade II
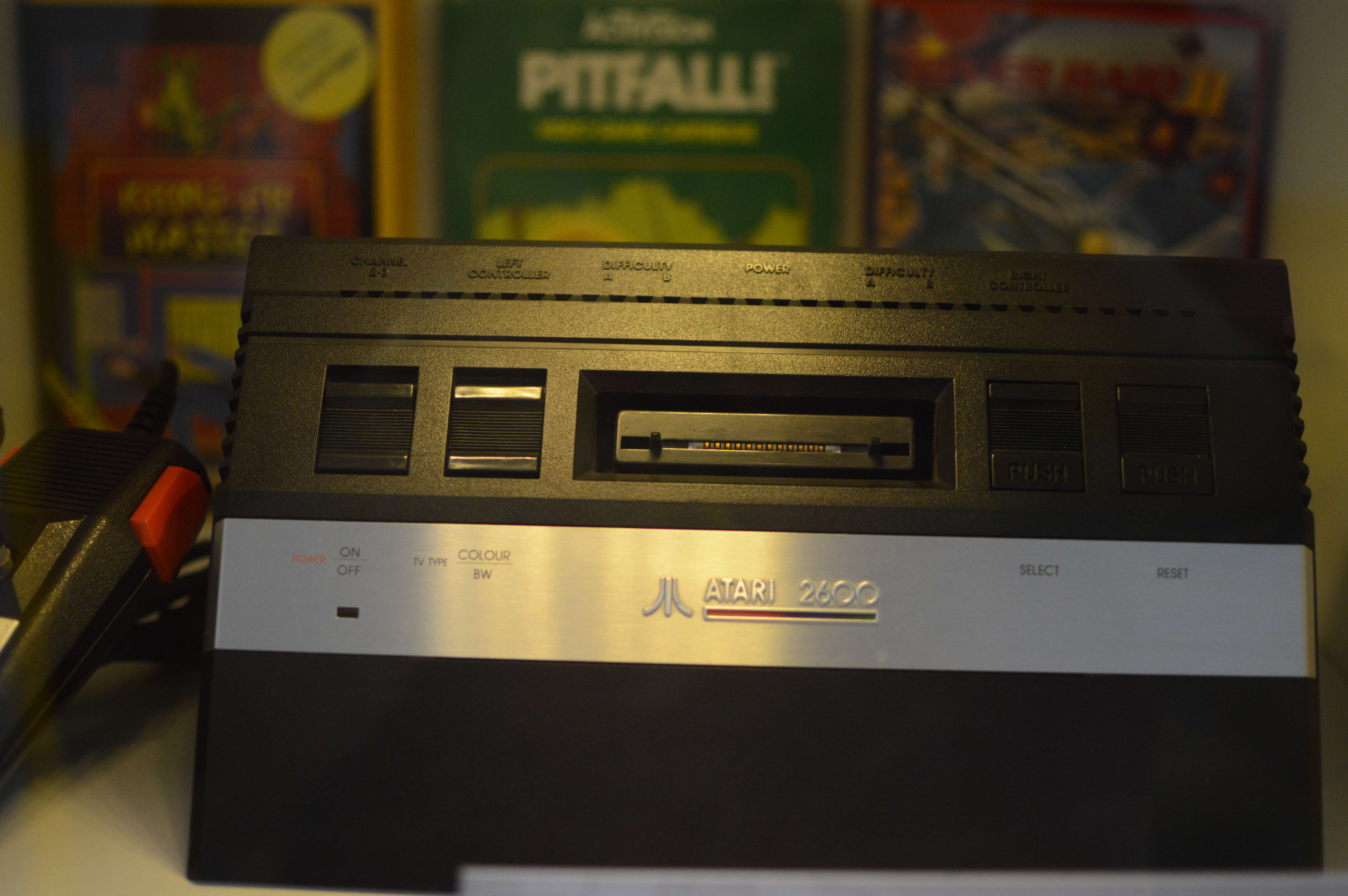
Atari-2600 Jr
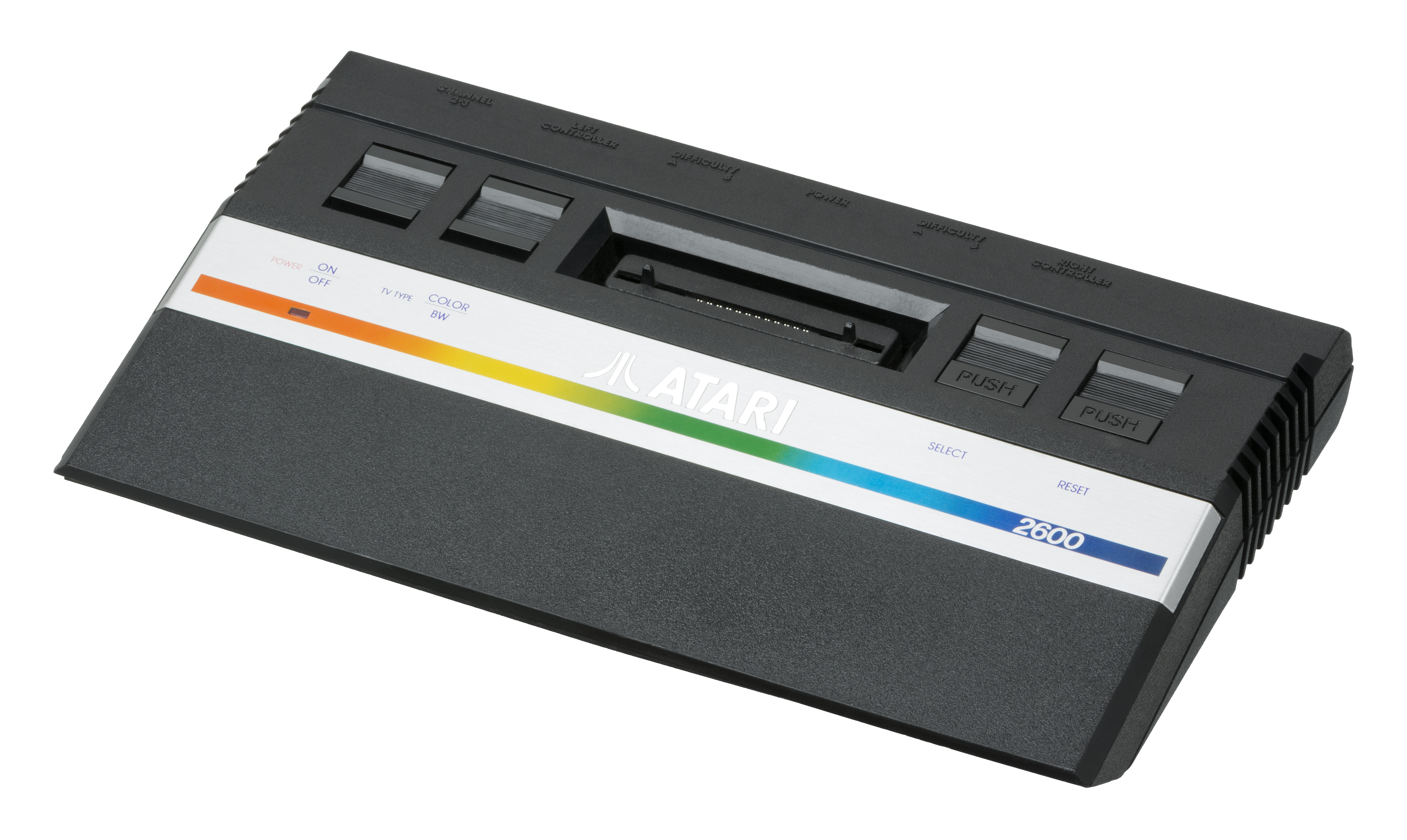
Atari-2600 Jr (segunda edición)
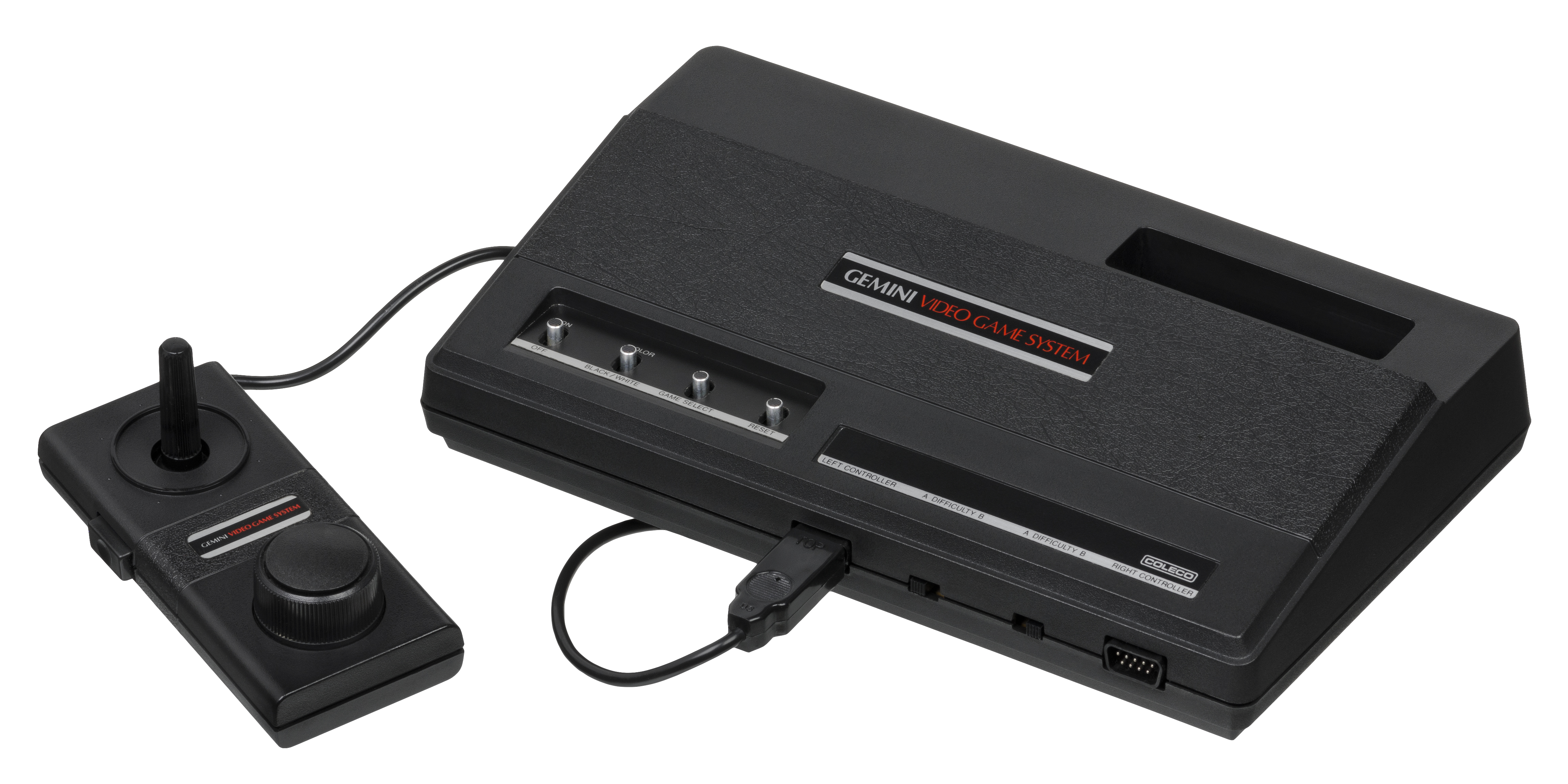
Coleco Gemini
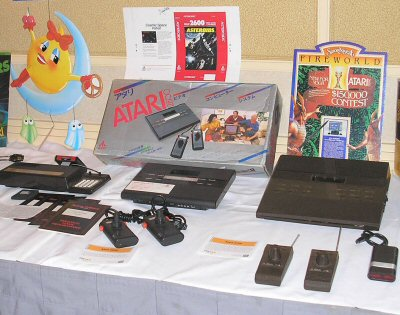
Atari 2800 (exclusivo de Japón)
Atari 2700 (cancelada) (Imagen aún no disponible)
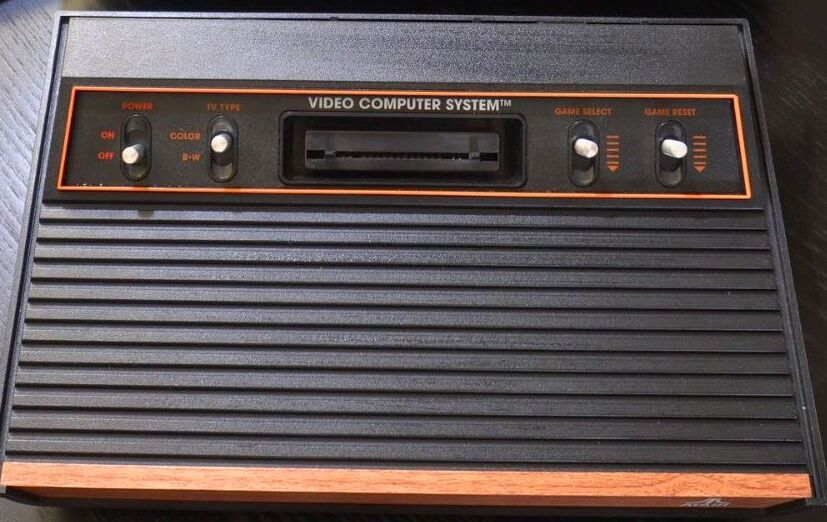
Atari 2600 Plus

## Características técnicas

### Consola
| Tipo            |                 | Información | Imagen |
| --------------- | --------------- | --- | ------ |
| CPU:            | CPU:            | MOS Technology 6507 @ 1,19 MHz |        |
| gpu             | Datos           | Procesador de Audio + Vídeo: Adaptador de Interfaz de Televisión (TIA) |        |
| gpu             | Resolución      | - Resolución del campo de juego: 40 x 192 píxeles (NTSC). Utiliza un registro de 20 píxeles que se refleja o copia, de izquierda a derecha, para lograr un ancho de 40 píxeles. - Resolución máxima: 160 x 192 píxeles (NTSC). La resolución máxima sólo se puede lograr hasta cierto punto con trucos de programación que combinan píxeles de sprites con píxeles del campo de juego. |        |
| gpu             | Sprites         | - 8 x 192 píxeles (NTSC). Los sprites de jugador, pelota y misil utilizan píxeles que tienen 1/4 del ancho de los píxeles del campo de juego (a menos que estén estirados). - Sprites de bolas y misiles: 1 x 192 píxeles (NTSC). |        |
| gpu             | Colores         | - 128 colores (NTSC). 128 posibles en pantalla. Máximo de 4 por línea: fondo, campo de juego, sprite del jugador0 y sprite del jugador1. El cambio de paleta entre líneas es común. El cambio de paleta en la línea media es posible, pero no es común debido a limitaciones de recursos. |        |
| Sonido          | Sonido          | sonido monoaural de dos canales incluido en el chip TIA - ondas de pulso y ruido blanco - las ondas se generan en torno a las 31399 Hz |        |
| RAM             | RAM             | 128 bytes en la consola dentro del chip MOS Technology 6532, si bien algunos juegos pueden añadir hasta 256 bytes integrados en el cartucho. |        |
| ROM             | ROM             | 4 KB por cartucho (o más de 32KB si el cartucho usa paginación de memoria). |        |
| I/O             | I/O             | controlada por el chip RIOT incluye: - Dos puertos DE-9 sin tornillos para conectar joysticks, paddles, trackballs, pedaleras, volantes, teclados numéricos de 12 teclas (0-9, # y *) y cualquier otro tipo de control con funciones adicionales desarrollado por terceras compañías. Este tipo de puerto se convirtió en un estándar de facto para la conexión de joysticks y gamepads, la llamada norma Atari que utilizaron una inmensa mayoría de equipos de 8 bits en los ochenta, e incluso algunos de 16 bits: Sinclair ZX Spectrum, Amstrad CPC, Commodore 64, MSX, Master System y Mega Drive, entre muchos otros. - Seis interruptores: Encendido (encendido/apagado), señal de TV (monocromo/color), Nivel de dificultad para cada jugador (A/B), Select y Reset. Exceptuando al interruptor de encendido, los juegos podían (y lo hicieron) asignar otros significados a los demás interruptores. En los modelos que siguieron al original, los interruptores de dificultad fueron reducidos y trasladados a la parte trasera de la consola. |        |
| Salida de video | Salida de video | salida de audio y video atreves de una salida RF con normas NTSC, PAL o SECAM dependiendo de la región; los cartuchos de juegos pueden ser usados indistintamente entre máquinas NTSC y PAL/SECAM, pero si la norma no coincide entonces suelen aparecen colores distorsionados o la imagen no permanece estable, la salida es modifiable fácilmente para RCA, RGB, y s-video removiendo el emisor de señal y conectando las conexión directamente de la TIA |        |
| Energía         | Energía         | entrada: 120v 60Hz 9W salida: 9v dc 500mA |        |

### motherboard

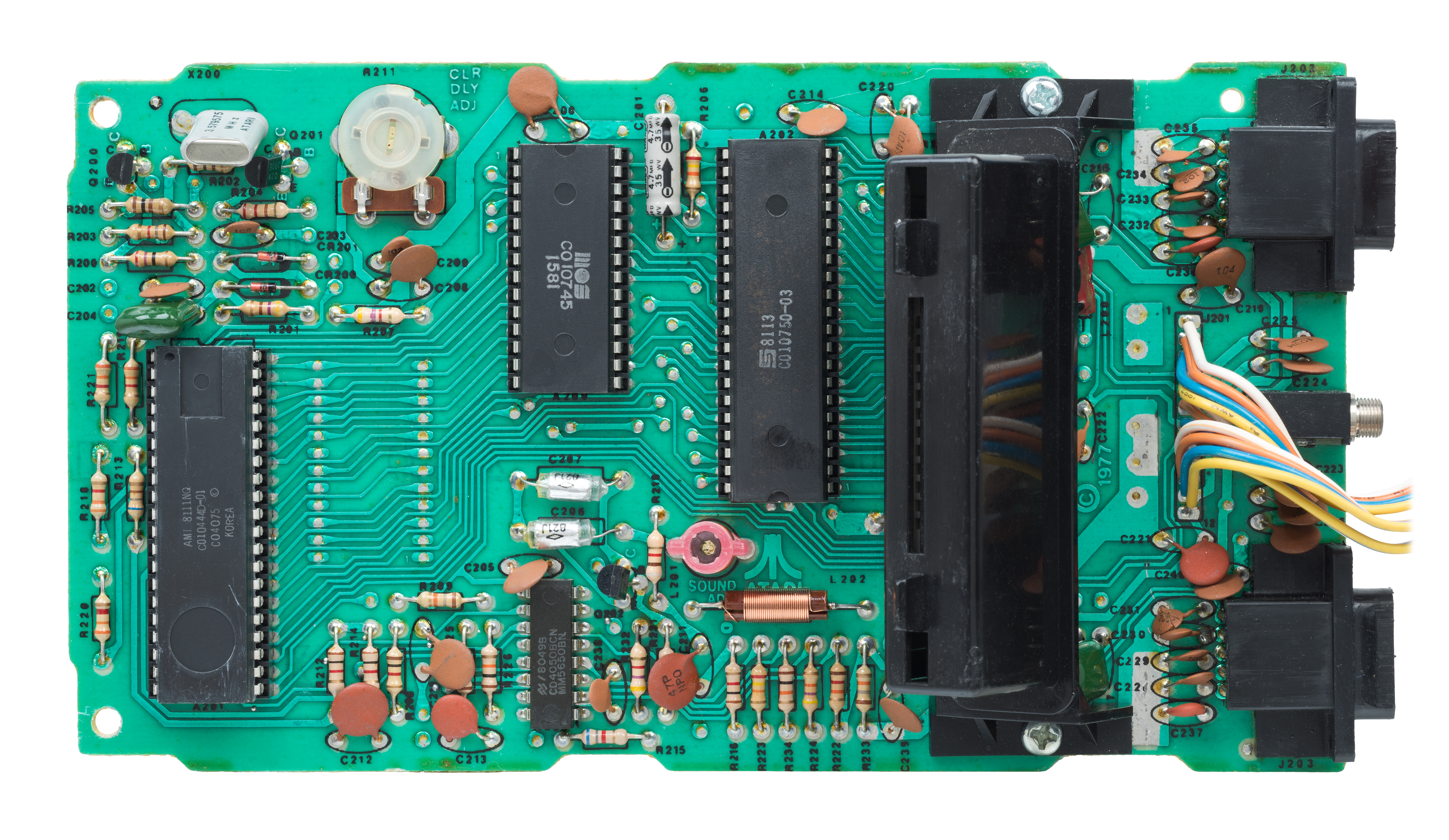
REV B C010433 (CX2600 Light Sixer)
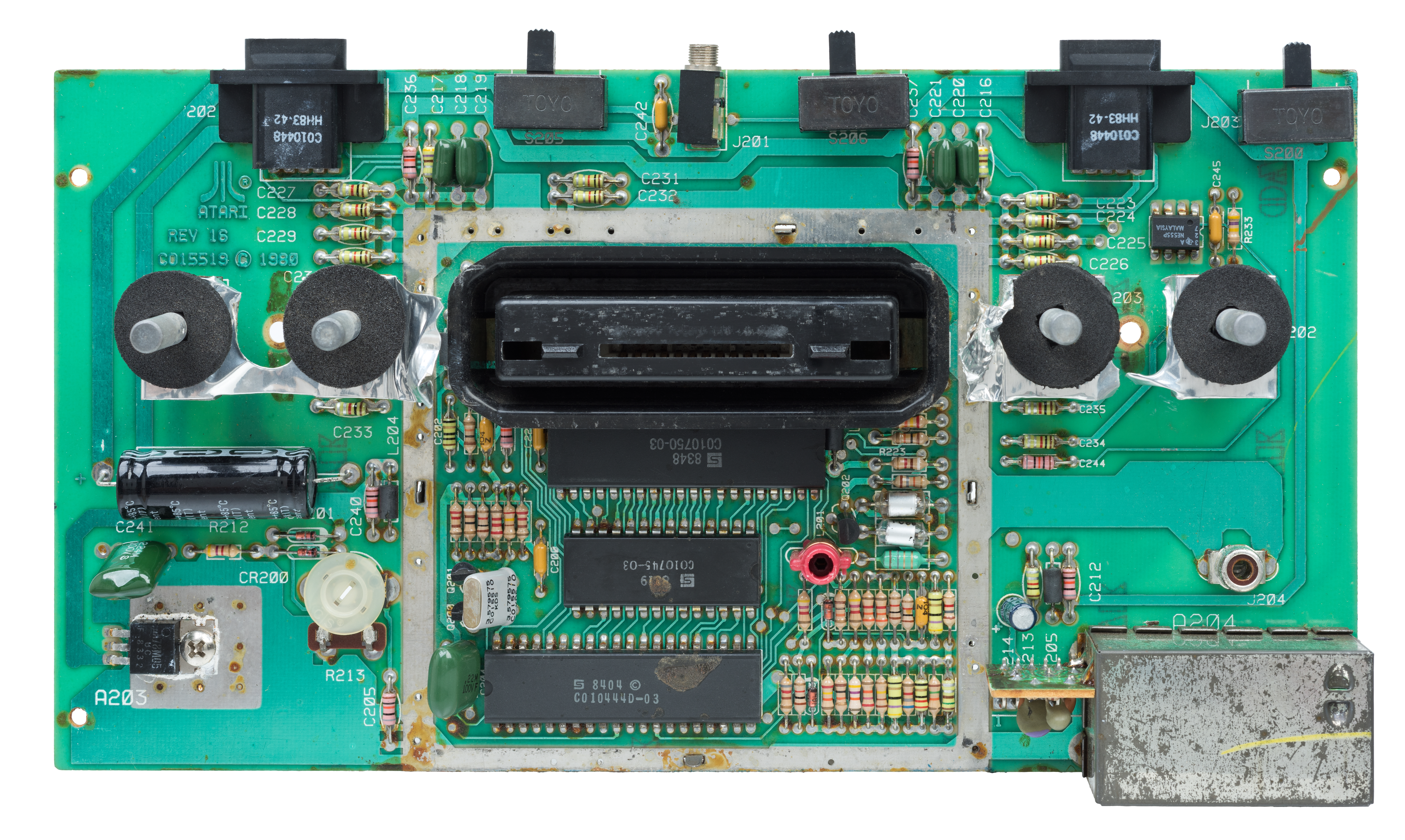
REV 16 C015519 (CX2600A Darth Vader)
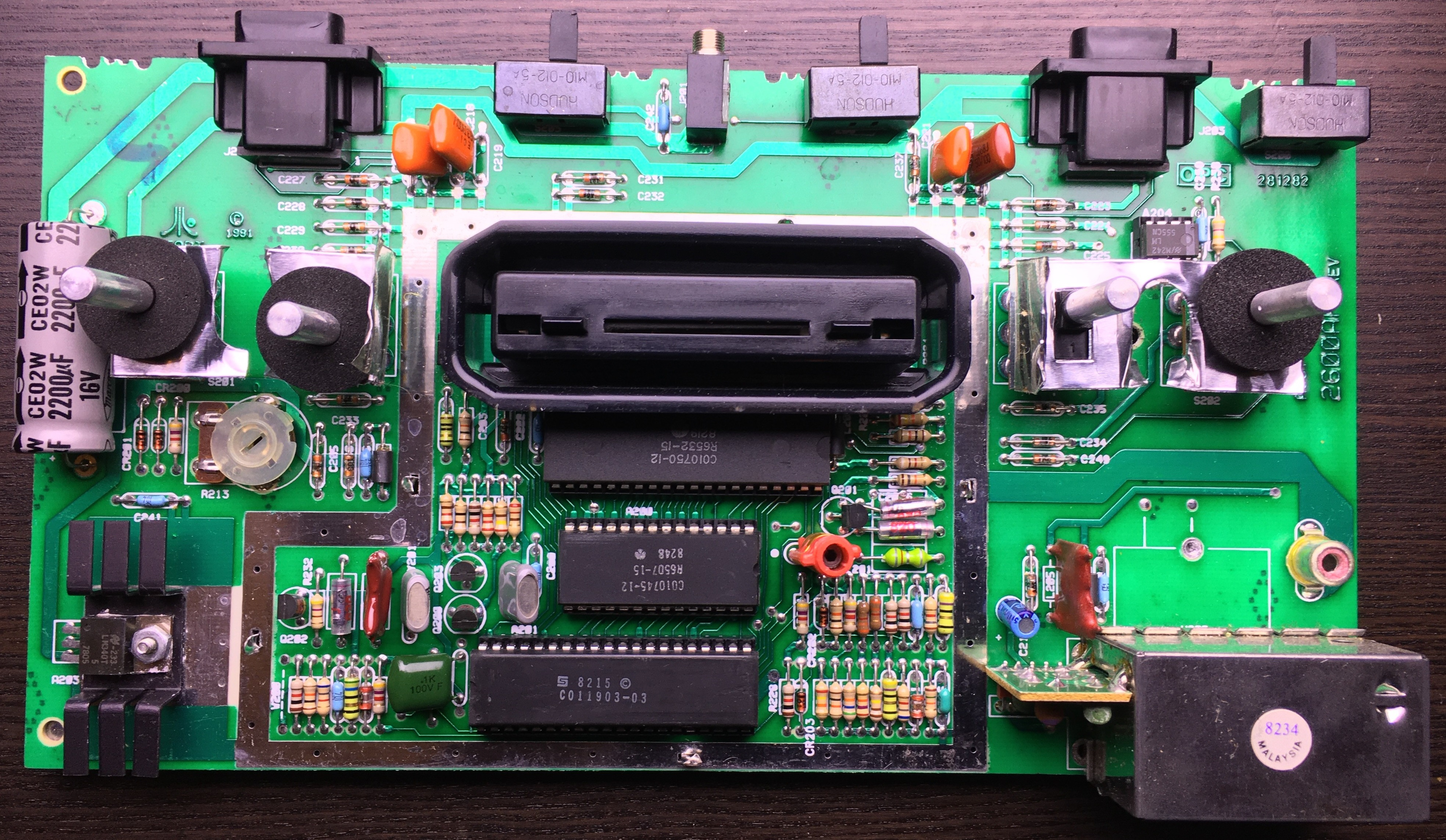
REV 6 C017879 (CX2600AP Darth Vader)
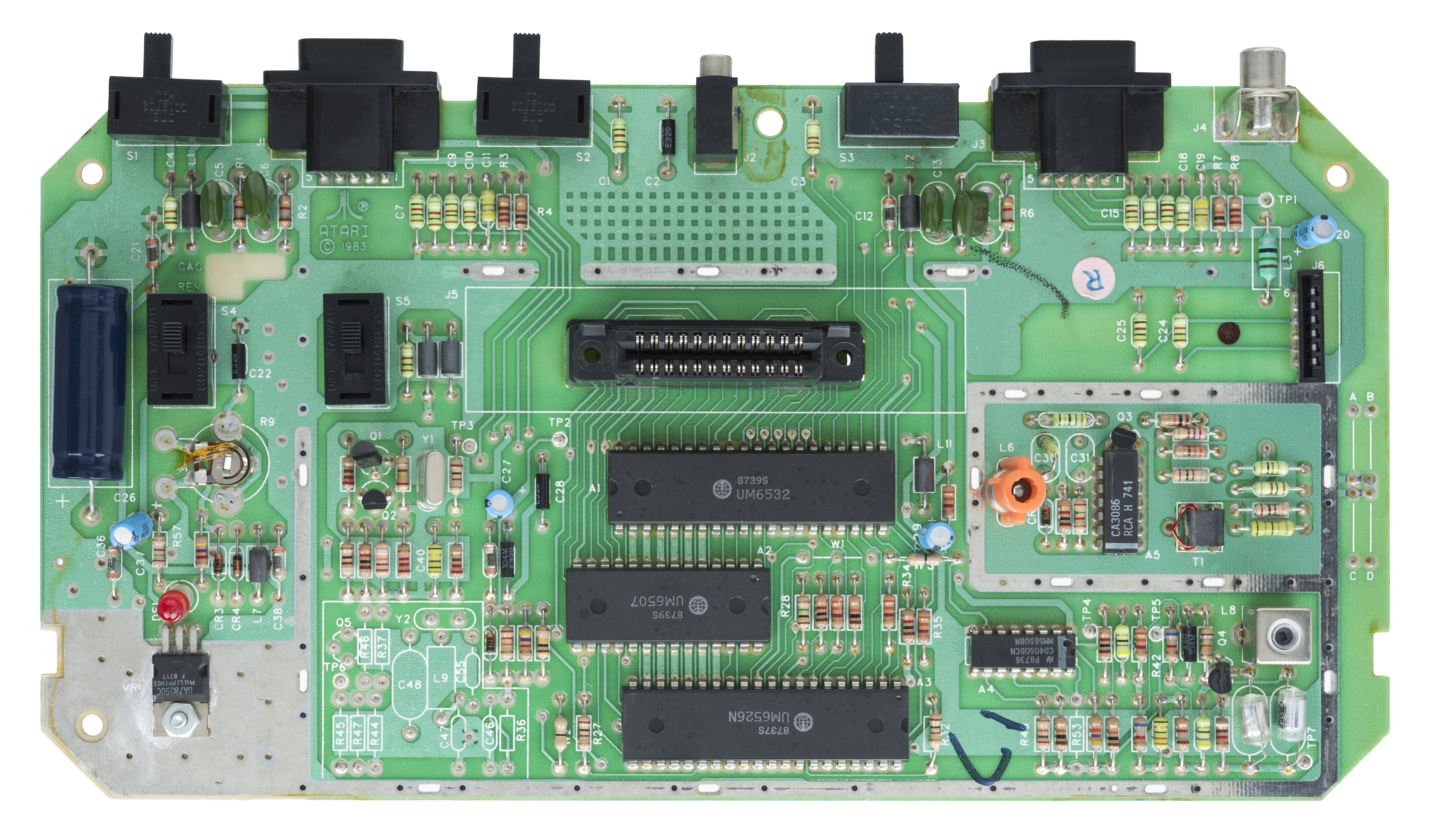
REV F C021503 (Atari Jr.)
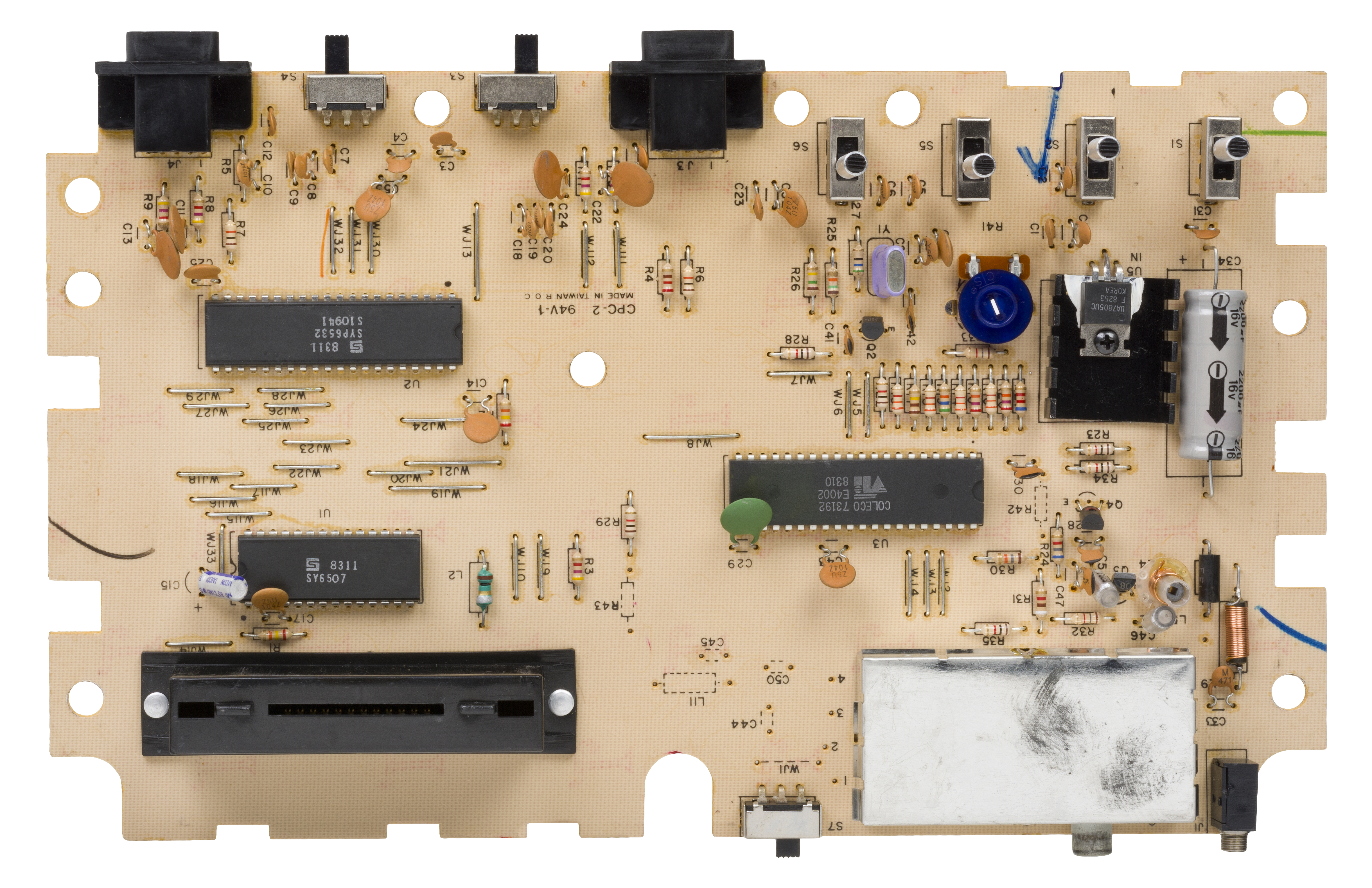
Coleco Gemini

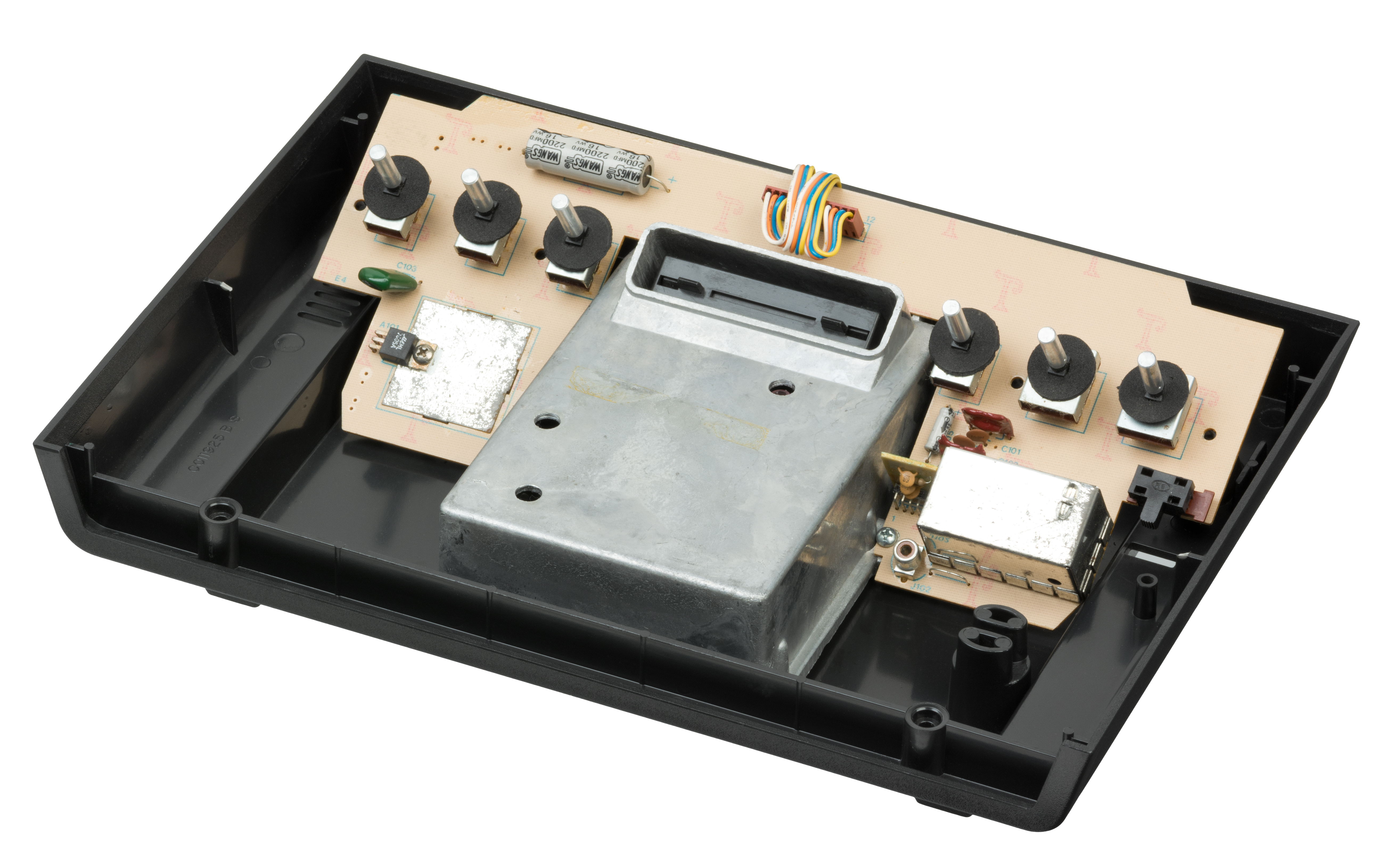
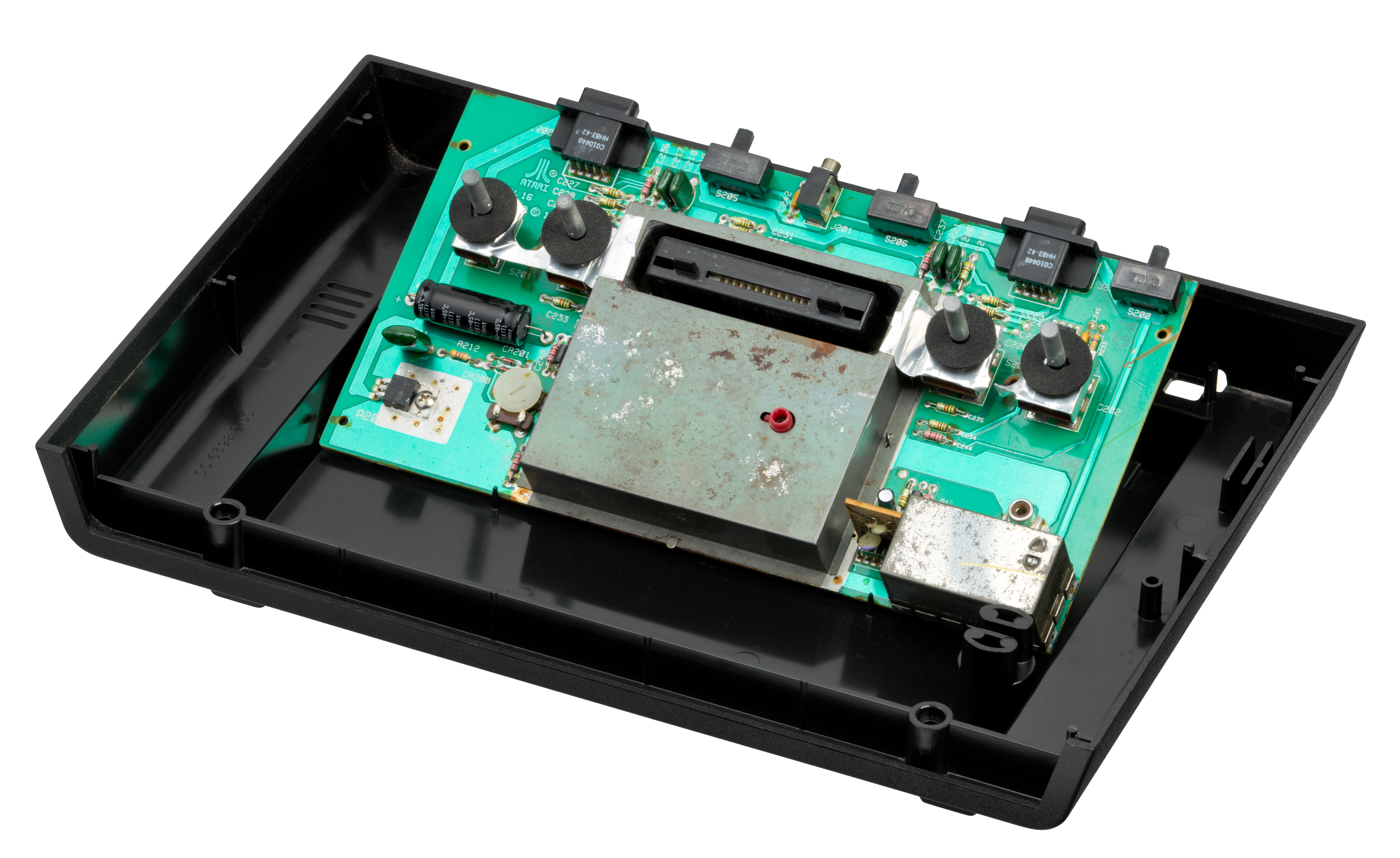
Atari 2600 cuatro switches
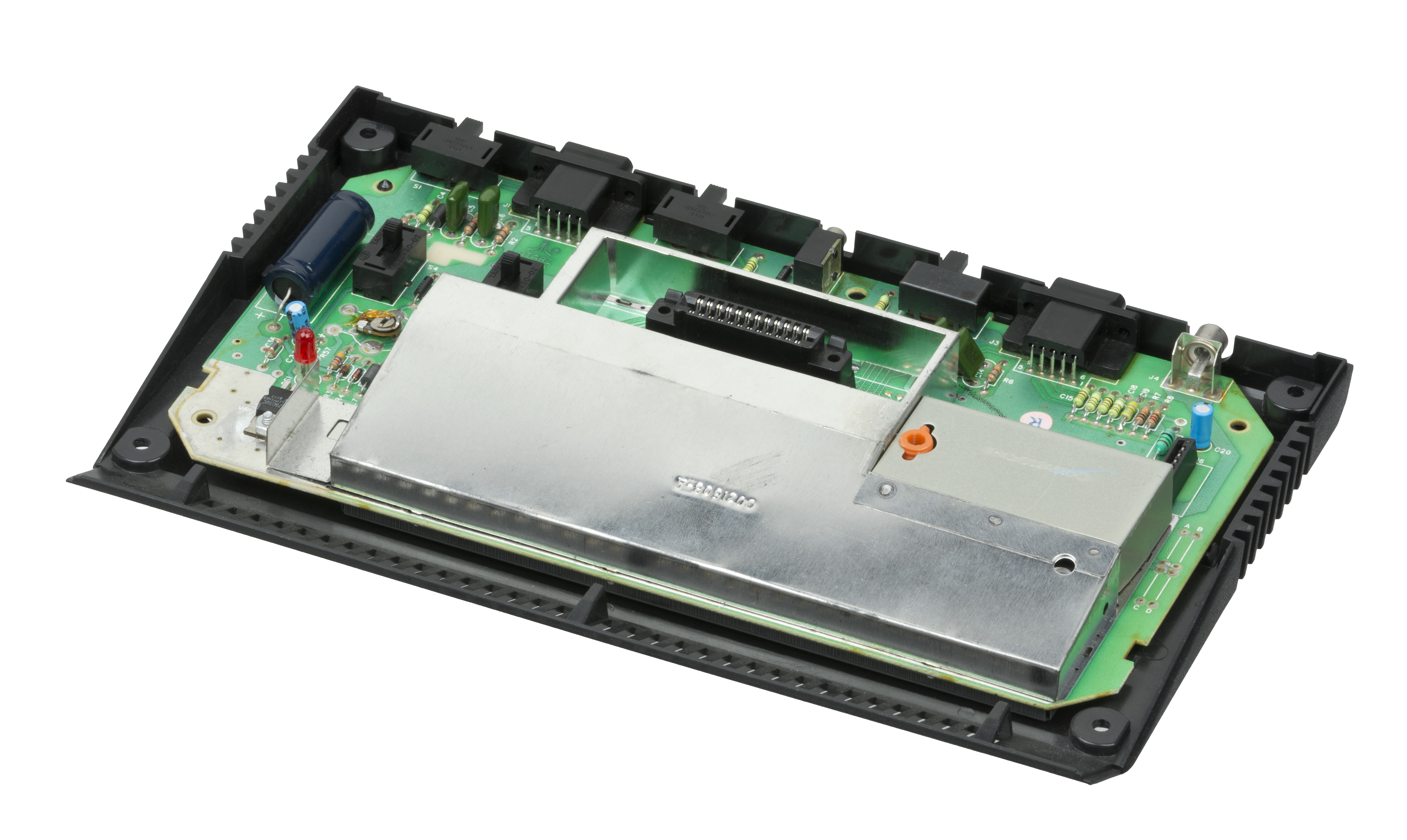
Atari-2600-Jr

El manual de servicio de campo nacional Atari 2600 VCS describe las diferencias de la siguiente manera:
Revisiones del modelo 2600A 1-13
Además de los cambios de componentes, también se ha modificado la ubicación física de varias piezas. En lugar de tener los interruptores de dificultad ubicados en la parte superior de la consola, están ubicados en la parte trasera, junto a los enchufes del control. El interruptor selector de canal también está ubicado en la parte trasera de la consola. El hueco del cartucho de juego ya no está en ángulo, sino que está  verticalmente.
Diferencias del modelo 2600A: revisiones 14 y 15
Las revisiones 14 y 15 contienen las diferencias de modelo descritas anteriormente, y además cuentan con nuevos componentes en las líneas TIA, LM1 y Sync. Hay dos diodos 1N914 para evitar la retroalimentación en las líneas y dos resistencias pull-up adicionales para asegurar que la señal esté a +5v. Para compensar cualquier pérdida de señal, R215 y 217 se cambiaron a 47K (R215) y 24K (R217).
Diferencias del modelo 2600A: revisiones 16 y superiores
Las revisiones 16 y posteriores contienen las diferencias de modelo descritas anteriormente; también incluyen un chip temporizador (A205) agregado al circuito de reinicio del chip MPU. Este chip elimina el problema de las fallas de reinicio al encender.
Diferencias del modelo 2600AP - revisión 6
Las especificaciones sobre este Atari 2600AP deben ser descritas en el futuro (1981 - C017879 Rev. 6)

### Gráficos

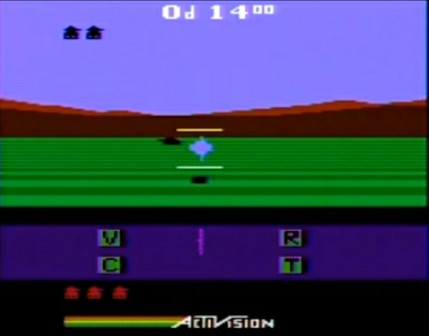
Muestra común de los gráficos de la consola. Juego Robot Tank

Atari 2600 utiliza diferentes paletas de colores según el formato de señal de televisión utilizado. Con el formato NTSC está disponible una paleta de 128 colores, mientras que en PAL sólo están disponibles 104 colores. Además, la paleta SECAM consta de sólo 8 colores.
Sólo el chip IC del Adaptador de interfaz de televisión (TIA) (número de pieza CO10444 en versión NTSC) es diferente para los mercados NTSC y PAL. Las unidades SECAM utilizan un adaptador de placa hija para convertir la salida. El chip de CPU CO10745 y la combinación de chip Ram+E/S CO10750 se utilizaron durante la producción del 2600 en todas las regiones.
uso un frame buffer de video (una sección de la memoria RAM para manejo de gráficos). En su lugar utiliza un sistema por el que la CPU va indicando al chip de video qué elementos debe pintar en cada línea de pantalla. Esos elementos son: dos sprites de mapa de bits de 8 píxeles de ancho; dos sprites de «misiles» de 1 píxel; una «bola» de 1 píxel y un «campo de juego» de 40 píxeles que se dibuja al escribir un patrón de bits para cada línea en un registro. En realidad, el campo de juego consta de solo 20 bits. Es el programador el que debe decidir si los 20 píxeles de la derecha serán los mismos que los de la izquierda, o dispuestos de forma inversa, o completamente diferentes si al programador le da tiempo a cambiar el patrón mientras el rayo de electrones va pintando la pantalla.

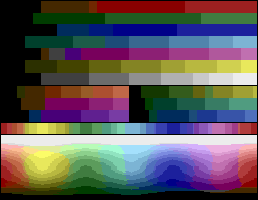
muestra de la cantidad de colores capaces de mostrar la Atari

A medida que se escanea cada línea de pantalla, un juego debe identificar los objetos no sprite que se superpongan en la línea siguiente, ensamblar los patrones de bits apropiados para dibujar esos objetos y escribir el patrón en el registro. A este proceso de ir pintando los elementos siguiendo la posición del rayo de electrones, los programadores lo llamaron racing the beam.
Después de que el controlador escanee la última línea de la zona de juego, comienza una zona de blanqueo vertical (el chip de vídeo no emite nada), durante el cual el juego puede procesar entradas y actualizar las posiciones y estados de los objetos en el juego. Cualquier error en la sincronización produce artefactos visuales.
El hardware de video del 2600 es, por lo tanto, altamente flexible pero también difícil de programar. Una ventaja que el 2600 tiene sobre sus competidores contemporáneos más poderosos como el ColecoVision es que el 2600 no tiene protección contra alteraciones a media línea. Por ejemplo, aunque cada sprite tiene, nominalmente solo un color, es posible colorear las filas de manera diferente cambiando el color del sprite a medida que se dibuja. Si los dos sprites de hardware no son suficientes para un juego, un desarrollador puede compartir un sprite entre varios objetos (como los fantasmas en Pac-Man) o dibujar sprites por software, lo cual es solo un poco más difícil que dibujar un campo de juego fijo. Pitfall!  muestra algunos de estos trucos: el jugador es un sprite de varios colores, un sprite que se multiplexa para los troncos y el escorpión y la liana se dibuja cambiando la posición de la «bola» en cada línea de pantalla.
Warren Robinett, el programador de  Adventure, describió numerosos trucos que tuvo que hacer para completar Adventure para que se ajustara a las limitaciones de memoria de Atari 2600, así como usar creativamente la capacidad de gráficos para crear un laberinto multipantalla para que los jugadores puedan navegar, usando el sprite «misil» para crear las paredes del laberinto.
Atari estableció el diseño de su sistema para ser compatible con los televisores de tubo de rayos catódicos a finales de los 70 y principios de los 80. Atari 2600 utiliza diferentes paletas de colores según el formato de señal de televisión utilizado. Atari 2600 con el formato NTSC, una paleta de 128 colores disponible, mientras que en PAL, solo hay 104 colores disponibles, mientras que en SECAM la paleta consta de solo 8 colores.

### Controles

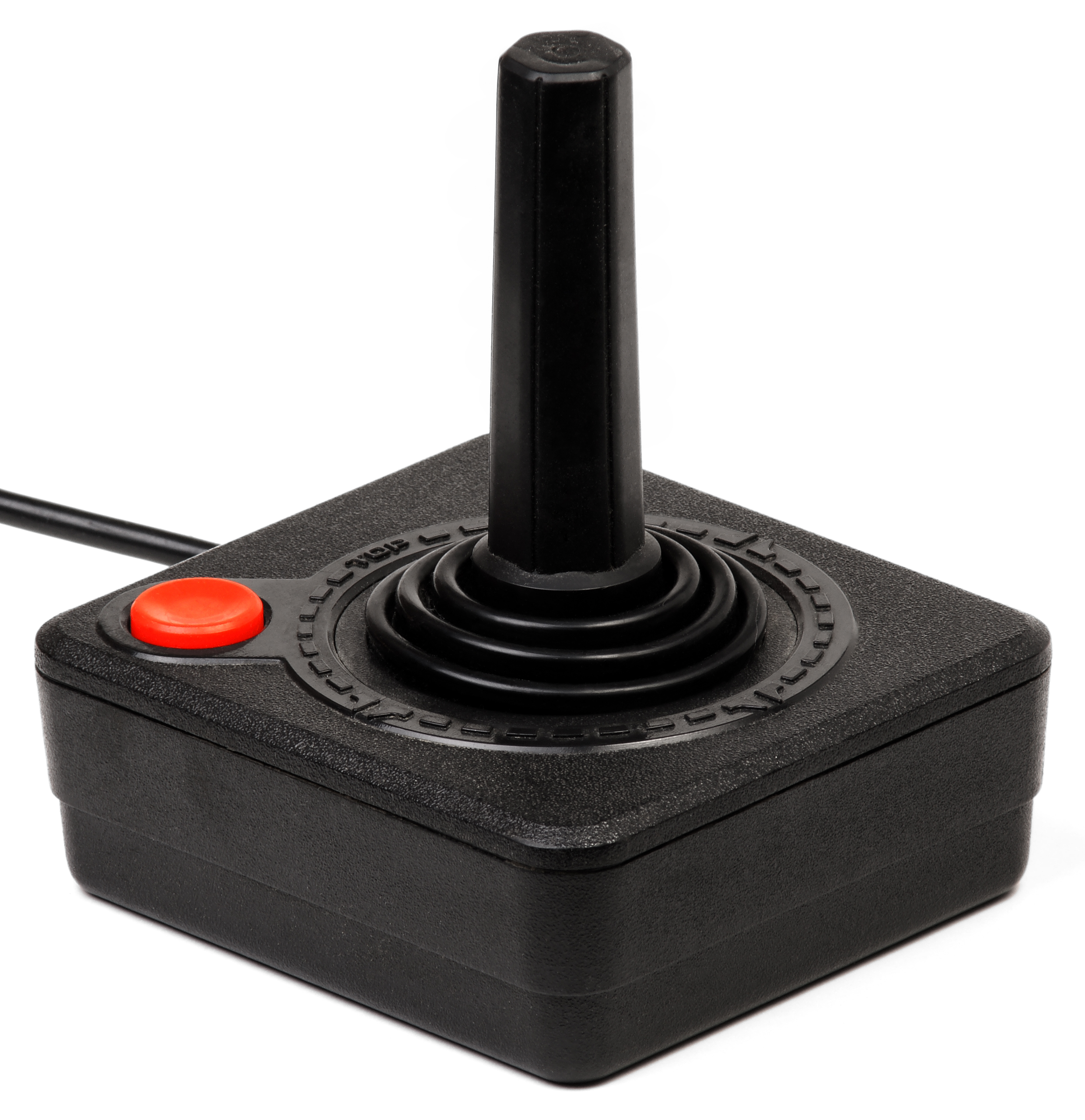
Joystick estándar CX10

El VCS se envió originalmente con dos tipos de controladores: un mando (número de pieza CX10) y un par de controladores de paddles rotativas (CX30). Los controles para manejar (volantes) son similares a los controladores de paletas pero que se pueden girar continuamente, se lanzaron con el título  Indy 500. Después de menos de un año, el control CX10 fue reemplazado por el modelo CX40 diseñado por James C. Asher.  Como el Atari joystick port y el CX40 joystick se convirtieron en estándares de la industria, algunos periféricos funcionan con sistemas posteriores, incluidos MSX, Commodore 64, Amiga, Atari 8-bit family, y Atari ST. El control CX40 se puede usar en el Master System y Sega Genesis, pero no proporciona todos los botones de un controlador nativo. Los controladores de terceros incluyen el mando de Control Command de Wico. Más tarde, se lanzaron los mandos de control remoto CX42, de apariencia similar pero con tecnología inalámbrica, junto con un receptor cuyos cables podrían insertarse en las tomas del controlador.
Atari presentó el controlador de teclado CX50 en junio de 1978, junto con dos juegos que lo requerían: Codebreaker y Hunt & Score. El controlador CX22 Trak-Ball se anunció en enero de 1983 y era compatible con la familia Atari de 8 bits.

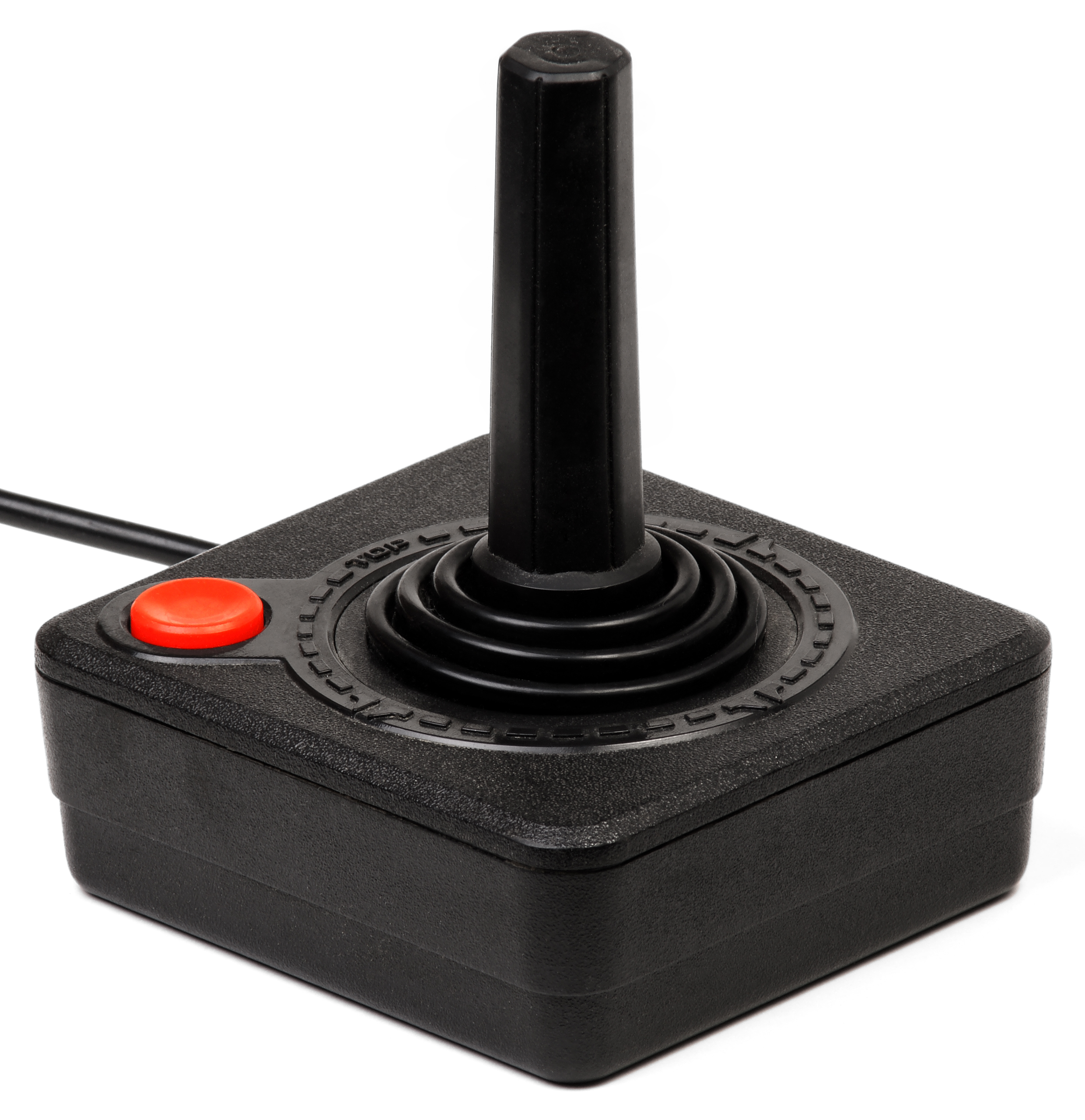
Joystick CX10
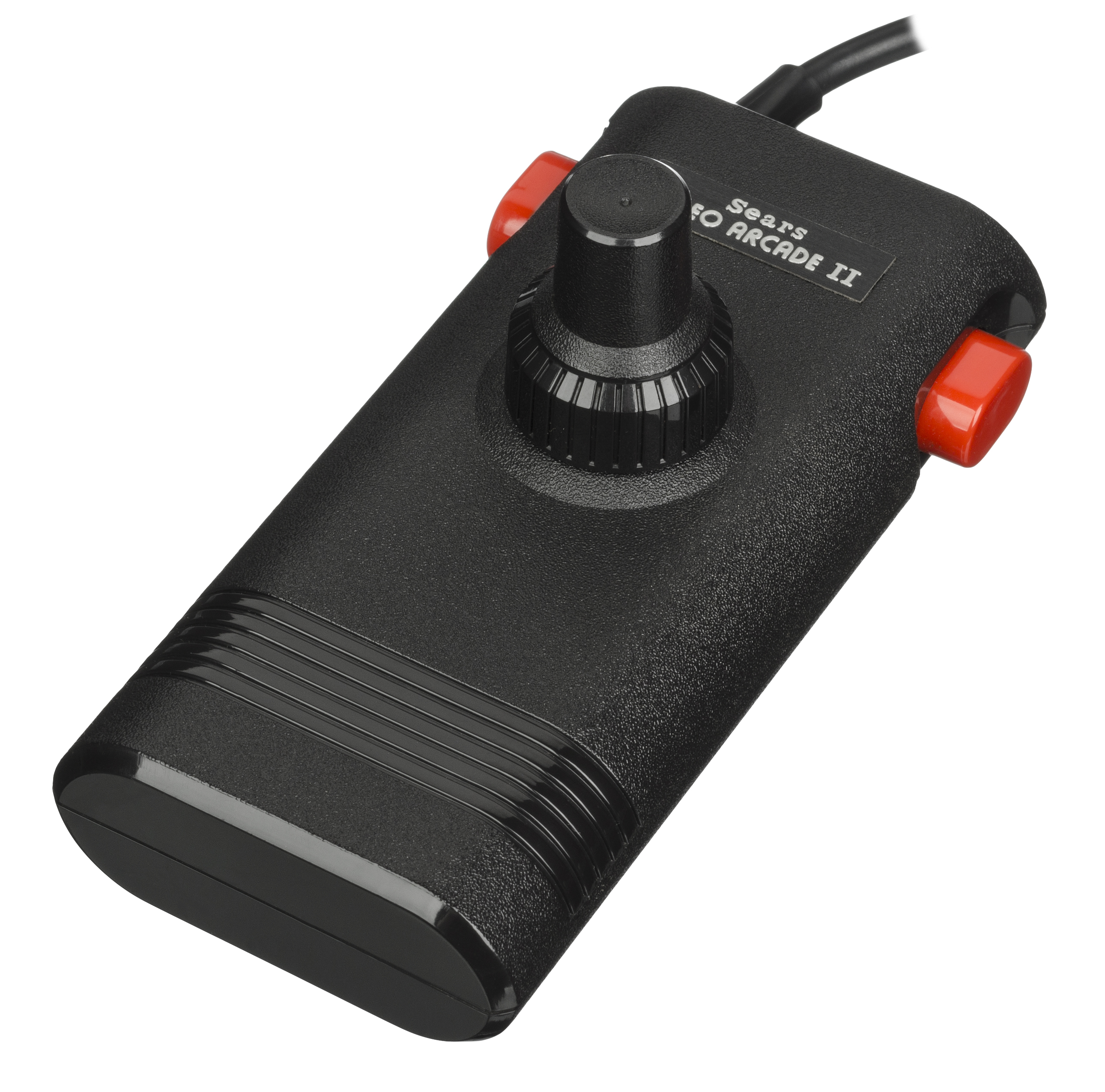
Sears Video Arcade II Controller
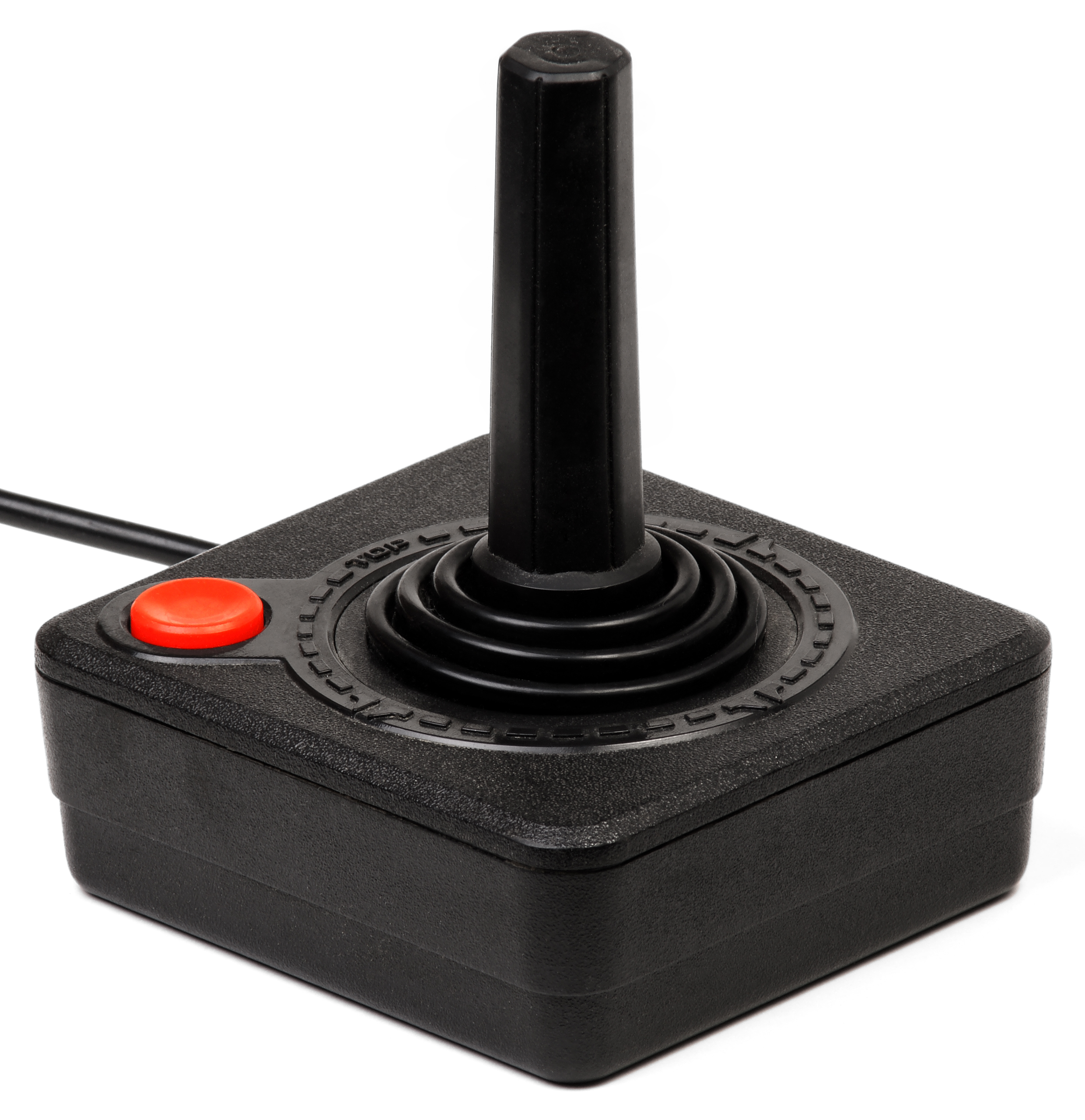
Standard CX40 joystick
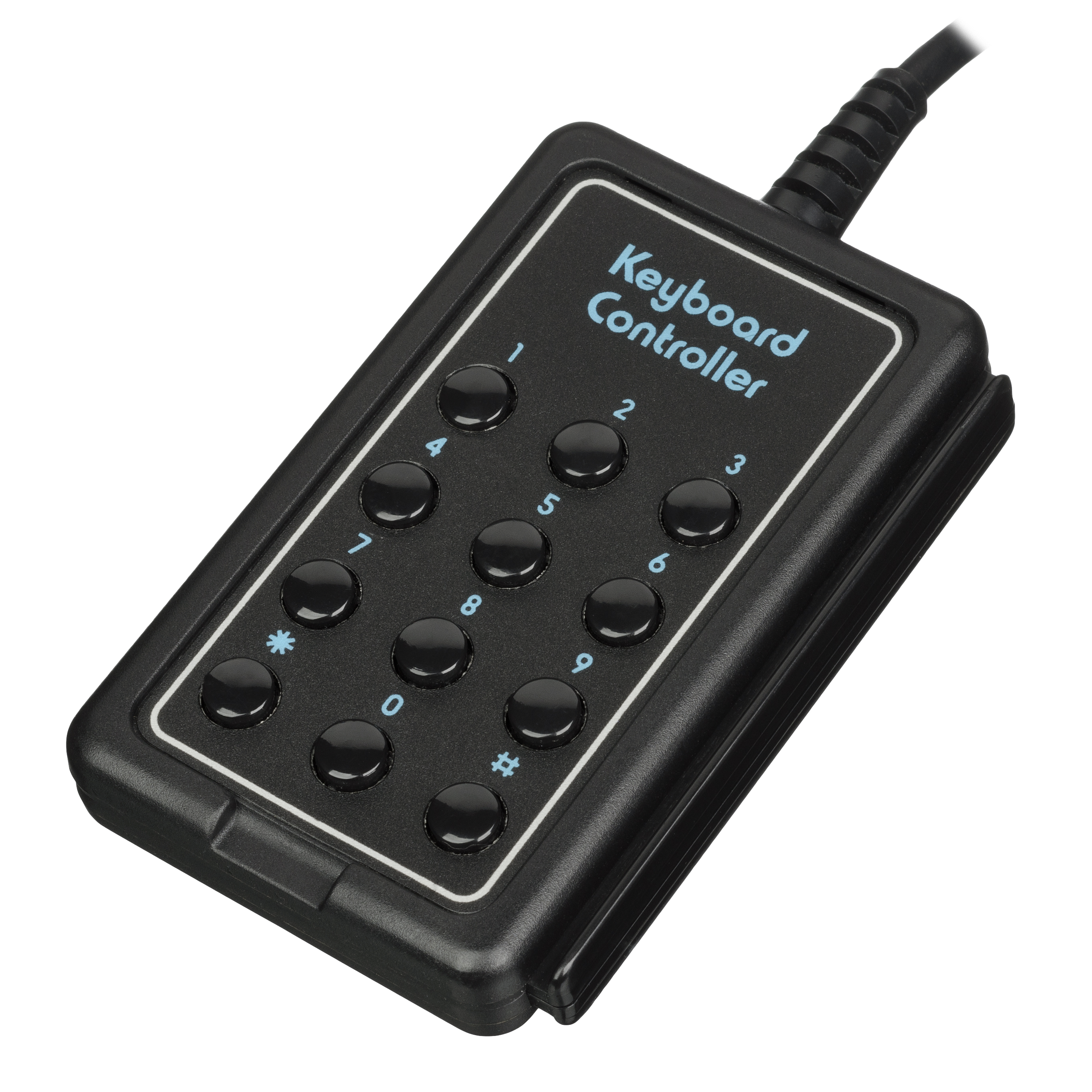
CX50 Keyboard Controller
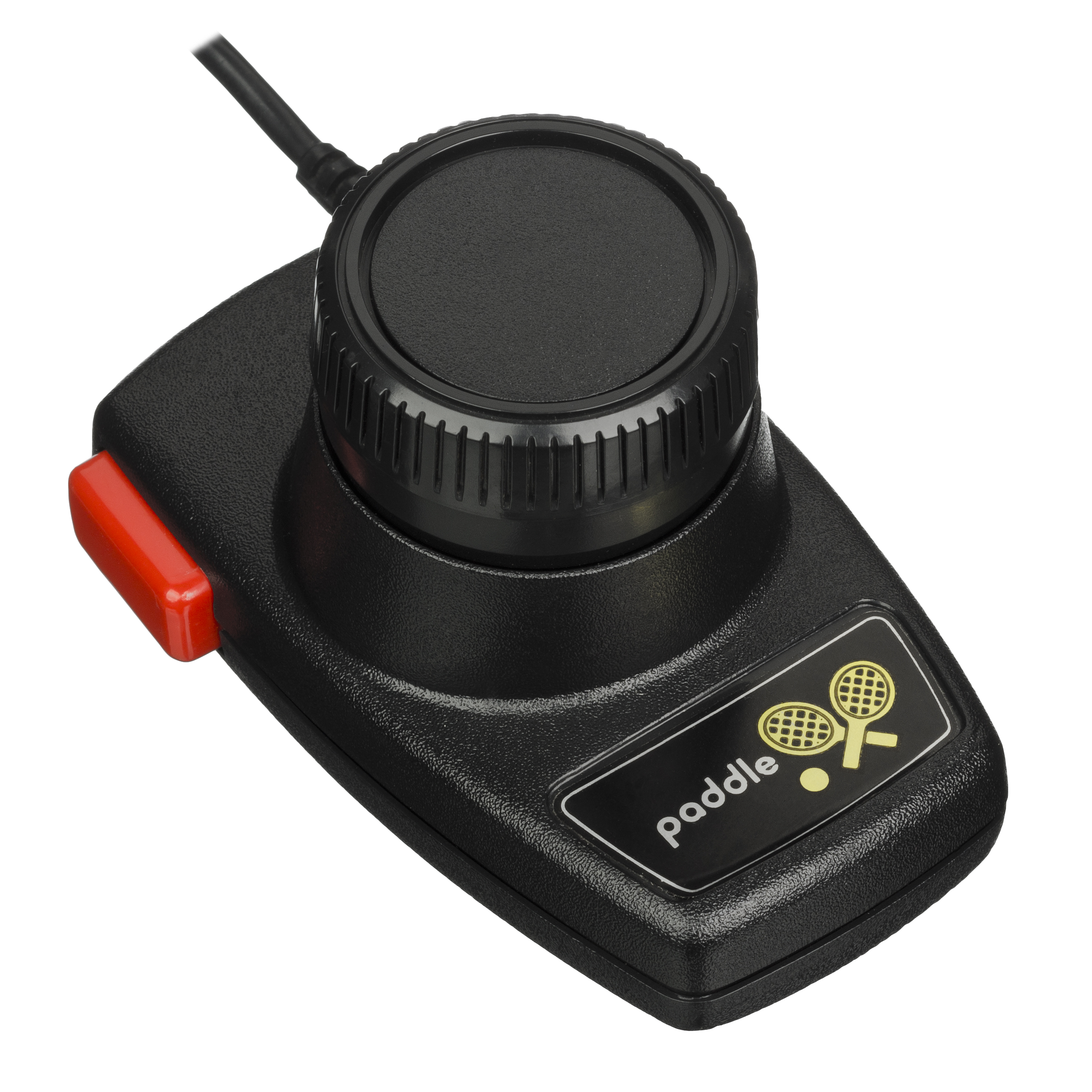
CX30-04 paddle controller
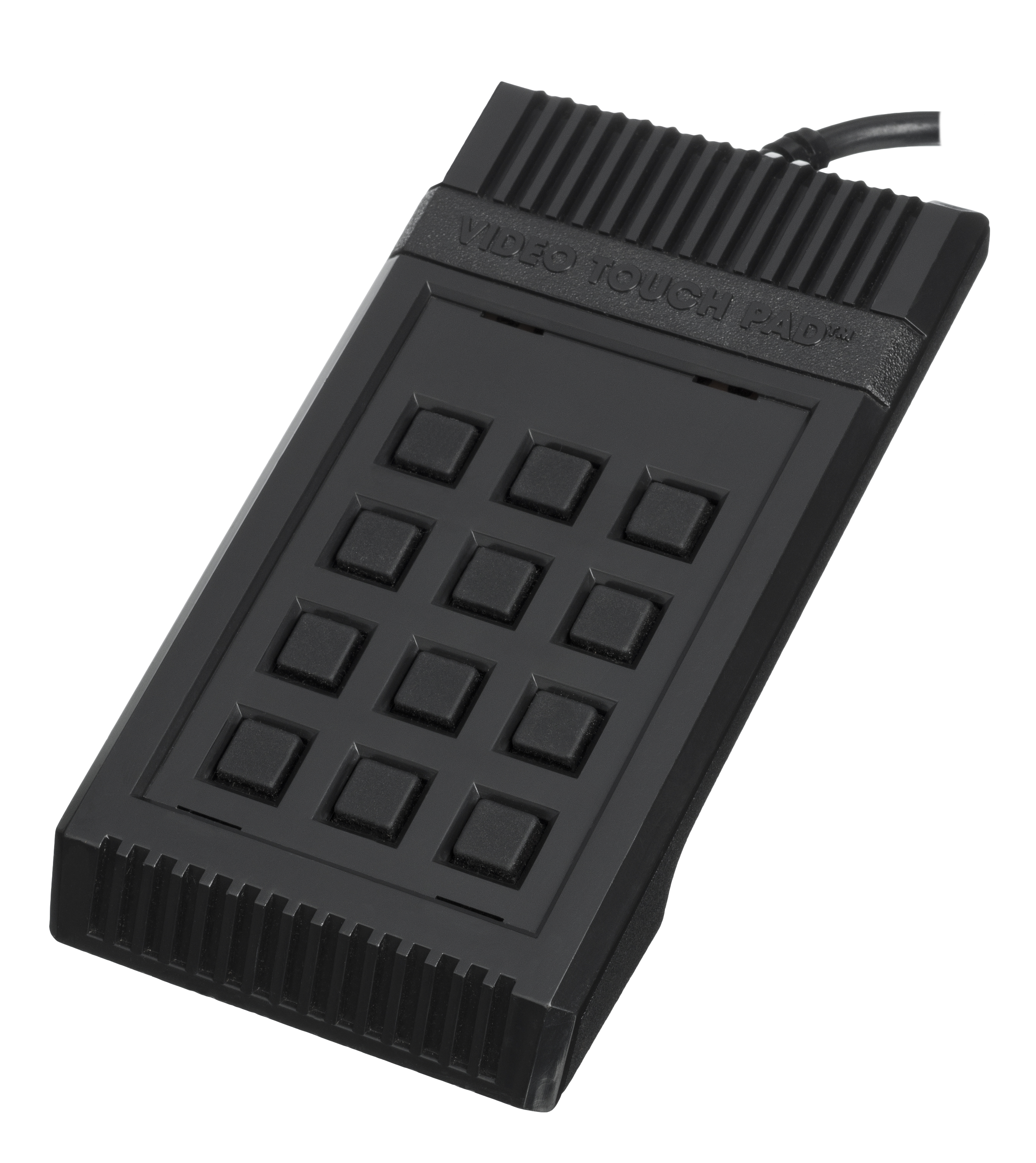
CX21 Video Touch Pad
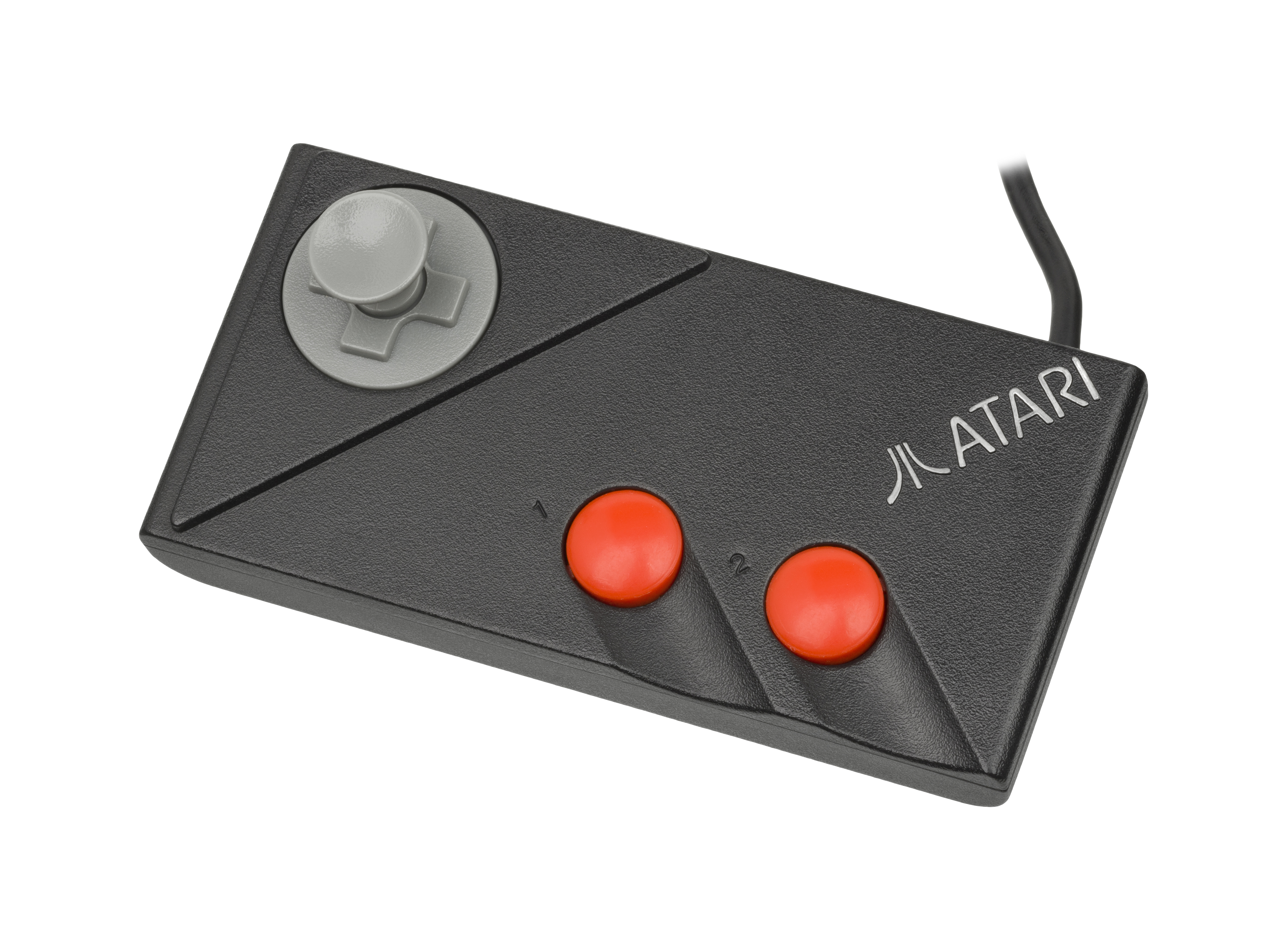
Panel de control de potencia CX78 (solo para Europea 2600 Jr)

### Periféricos de terceras compañías
- Starpath Supercharger, un cartucho con un conector para reproductor de casetes.
- Gameline Master Module, un módem que permite descargar juegos y disfrutarlos durante una limitada cantidad de tiempo.
- CompuMate, un teclado de Spectravideo que la convierte en ordenador.

## Juegos
En 1977, se lanzaron nueve juegos en cartucho para acompañar el lanzamiento de la máquina, incluidos Air-Sea Battle, Star Ship y Street Racer.  Durante la vida útil de la consola, Atari, Inc. y Atari Corp. publicaron muchos títulos: estos juegos incluyeron Adventure (a menudo se acredita como el inicio del género de juegos de acción-aventura), Breakout,  y Yars' Revenge.
La versión de Rick Maurer de Space Invaders, de Taito, lanzado en 1980, fue el primer título de VCS en vender más de un millón de copias, con el tiempo doblando eso convirtiéndose en el primer vendeconsolas y se convirtió en el juego clave para impulsar las ventas de la consola. Las versiones de los  propios juegos arcade Asteroids y Missile Command de Atari, lanzados al año siguiente, también fueron grandes éxitos.
Dos títulos publicados de Atari, ambos de 1982, E.T. the Extra-Terrestrial y Pac-Man, son señalados con frecuencia por ser los responsables de la crisis de los videojuegos de 1983, pero la realidad fue que el mercado estaba saturado de juegos de muy baja calidad. El mercado del videojuego casero dio paso a la época de los microordenadores, y más tarde, a la nueva oleada de consolas de juego japonesas.
Atari sufrió de un problema de imagen cuando una compañía llamada Mystique, produjo varios juegos pornográficos para el 2600. el más notorio de ellos era Custer's Revenge, fue protestado por grupos de mujeres y Nativos Americanos porque mostraba al General George Armstrong Custer violando una mujer indígena atada. Atari demandó a Mystique en la corte por el lanzamiento del juego.